# Geschiedenis van het Belgisch voetbaltenue
De geschiedenis van het Belgisch voetbaltenue van het mannenvoetbalelftal beslaat sinds het einde van de negentiende eeuw meerdere tenues en sponsors. Later kwamen er naast de thuistenues (vanaf 1900), ook keepertenues (vanaf 1904), uittenues (vanaf 1905) en mascottetenues (vanaf 2018). Ook het vrouwenvoetbalelftal heeft sinds de oprichting in 1976 meerdere tenues gehanteerd, deze zien er altijd hetzelfde uit als die van de mannen.

## Logo

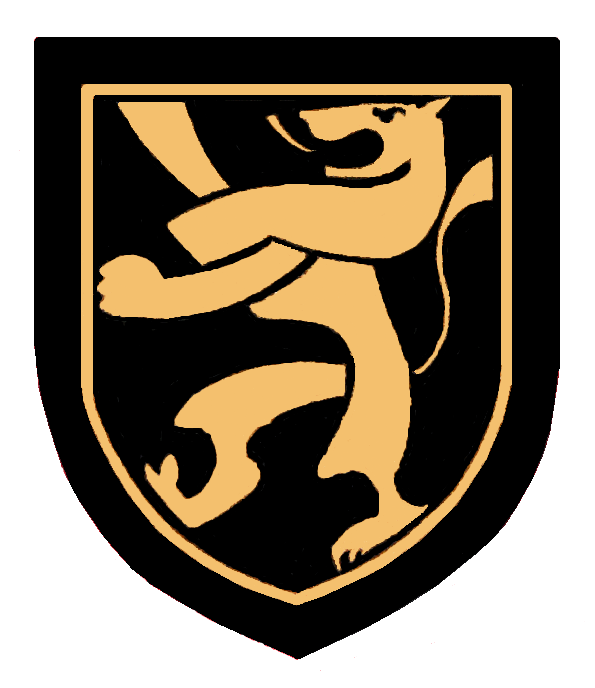
Logo van 1948 tot en met 1980

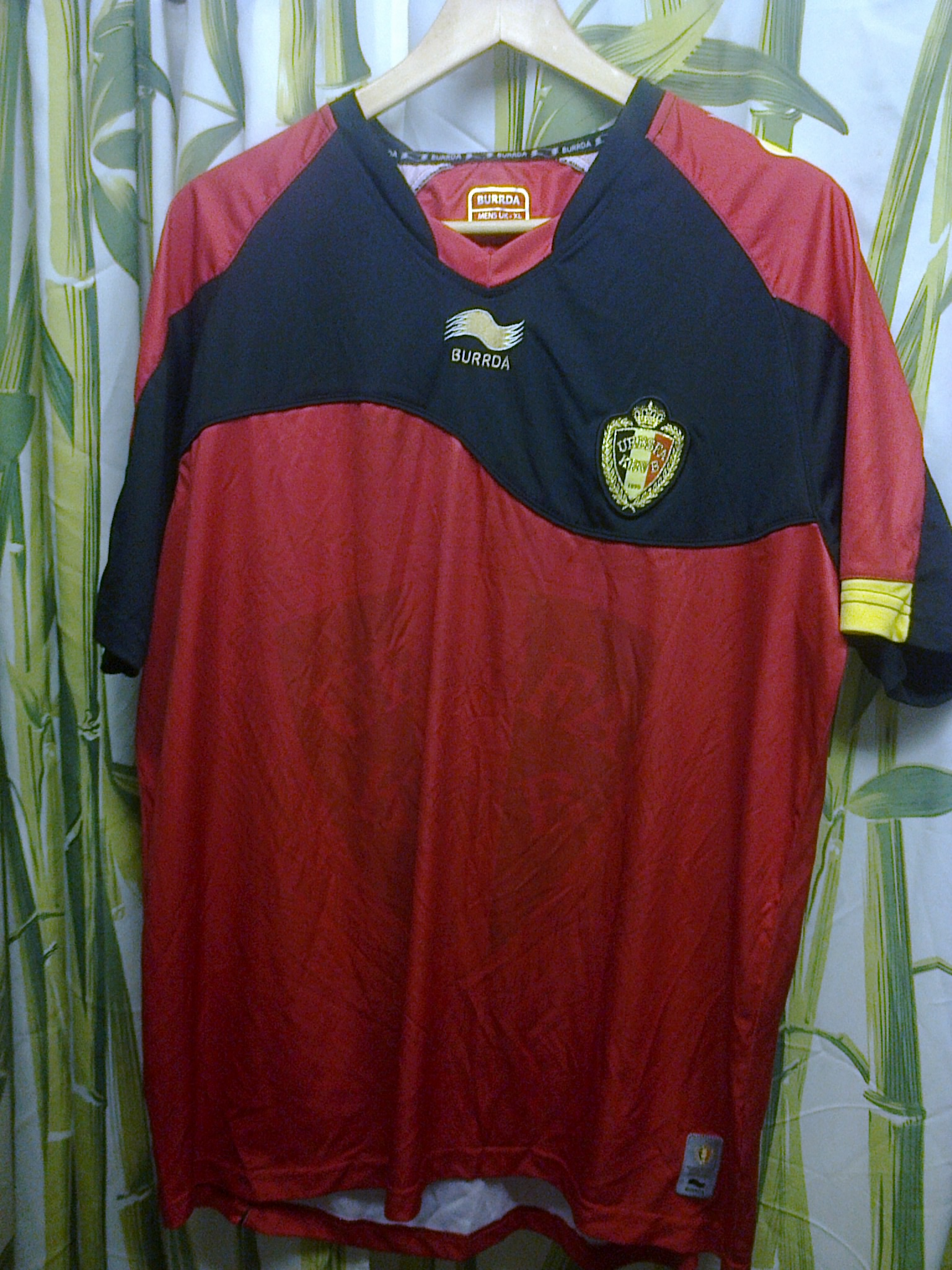
Logo van 1980 tot en met 2019 op een shirt

Het Belgische voetbalelftal heeft in zijn geschiedenis vier officiële logo's gehad.

### 1948-1980
Van 1948 tot en met 1980 was dit een gele leeuw op een wapenschild. 

### 1980-2019
Van 1980 tot en met 2019 was dit de Belgische vlag, met daarrond twee gouden takken en erboven een gouden kroon. In de Belgische vlag stond de tekst URBSFA KBVB 1895. 

### Olympische Spelen 2008
Op de Olympische Spelen van 2008 stond er uitzonderlijk een ander logo op het shirt, namelijk een witte rechthoek met daarin bovenaan de Olympische ringen en onderaan drie verfstrepen in de Belgische driekleur.

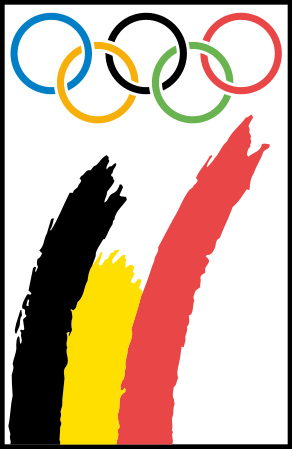

### 2020-heden
Vanaf 2020 wordt er een nieuw logo gebruikt. Het logo is op te delen in twee delen, enerzijds de Belgische vlag aan de linkerkant, anderzijds de tekst Royal Belgian FA 1895 aan de rechterkant. De gouden kroon en takken staan er nog steeds op.

## Sponsors
| Periode    | Officiële sponsor | Land van oorsprong       |
| ---------- | ----------------- | ------------------------ |
| 1900–1967  | Geen sponsor      | België                   |
| 1968–1974  | Umbro             | Verenigd Koninkrijk      |
| 1974–1980  | Adidas            | Bondsrepubliek Duitsland |
| 1981–1982  | Admiral           | Verenigd Koninkrijk      |
| 1982–1991  | Adidas            | Bondsrepubliek Duitsland |
| 1992–1999  | Diadora           | Italië                   |
| 1999–2008  | Nike              | Verenigde Staten         |
| 2008       | Adidas            | Duitsland                |
| 2008–2010  | Nike              | Verenigde Staten         |
| 2010–2014  | Burrda            | Zwitserland              |
| 2014–heden | Adidas            | Duitsland                |

## Tijdlijn van tenues

### 19e eeuw

#### 1900-1903
Olympische Spelen 1900
| Thuis |

### 20e eeuw

#### 1904
Eerste officieel erkende interland, tegen Frankrijk in 1904
| Thuis | Keeper |

#### 1905
Tussentijds
| Thuis | Uit | Keeper |

#### 1905–1933
Olympische Spelen 1920, Olympische Spelen 1924, Olympische Spelen 1928, wereldkampioenschap 1930
| Thuis | Uit | Keeper · (thuis) | Keeper · (uit) | Keeper · (derde) |

#### 1934–1967
Wereldkampioenschap 1934, wereldkampioenschap 1938, wereldkampioenschap 1954
| Thuis | Uit | Keeper |

#### 1968–1969
Tussentijds
| Thuis | Uit | Keeper · (thuis) | Keeper · (uit) |

#### 1970-1974
Wereldkampioenschap 1970, Europees kampioenschap 1972
| Thuis | Uit | Keeper · (thuis) | Keeper · (uit) | Keeper · (uit) · WK 1970 | Keeper · (uit) · WK 1970 |

#### 1975-1977
Eerste officiële interland van het Belgisch voetbalelftal, tegen Frankrijk in 1976
| Thuis | Keeper |

#### 1978–1979
Tussentijds
| Thuis | Keeper |

#### 1980–1981
Europees kampioenschap 1980
| Thuis | Uit | Derde | Keeper · (thuis) | Keeper · (uit) |

#### 1982–1983
Wereldkampioenschap 1982
| Thuis | Uit | Derde | Keeper · (thuis) | Keeper · (uit) | Keeper · (derde) |

#### 1984–1985
Europees kampioenschap 1984
| Thuis | Uit | Keeper · (thuis) | Keeper · (uit) |

#### 1986–1988
Wereldkampioenschap 1986
| Thuis | Uit | Derde | Keeper · (thuis) | Keeper · (uit) | Keeper · (derde) |

#### 1988–1989
Tussentijds
| Thuis | Uit | Keeper · (thuis) | Keeper · (uit) |

#### 1990–1991
Wereldkampioenschap 1990
| Thuis | Uit | Keeper · (thuis) | Keeper · (uit) | Keeper · (derde) |

#### 1992–1993
Tussentijds
| Thuis | Uit | Keeper · (thuis) | Keeper · (uit) |

#### 1994–1995
Wereldkampioenschap 1994
| Thuis | Uit | Keeper | Keeper |

#### 1996–1997
Tussentijds
| Thuis | Uit | Derde | Keeper · (thuis) | Keeper · (uit) | Keeper · (derde) |

#### 1998–1999
Wereldkampioenschap 1998
| Thuis | Uit | Derde | Keeper · (thuis) | Keeper · (uit) |

#### 1999-2000
Tussentijds
| Thuis | Uit | Keeper · (thuis) | Keeper · (uit) |

### 21e eeuw

#### 2000–2001
Europees kampioenschap 2000
| Thuis | Uit | Keeper · (thuis) | Keeper · (uit) |

## Tenues in beeld

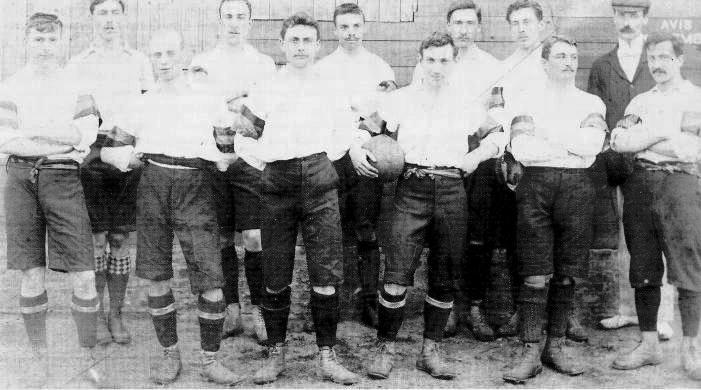
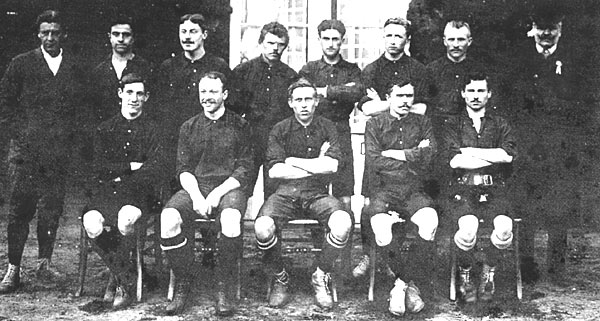
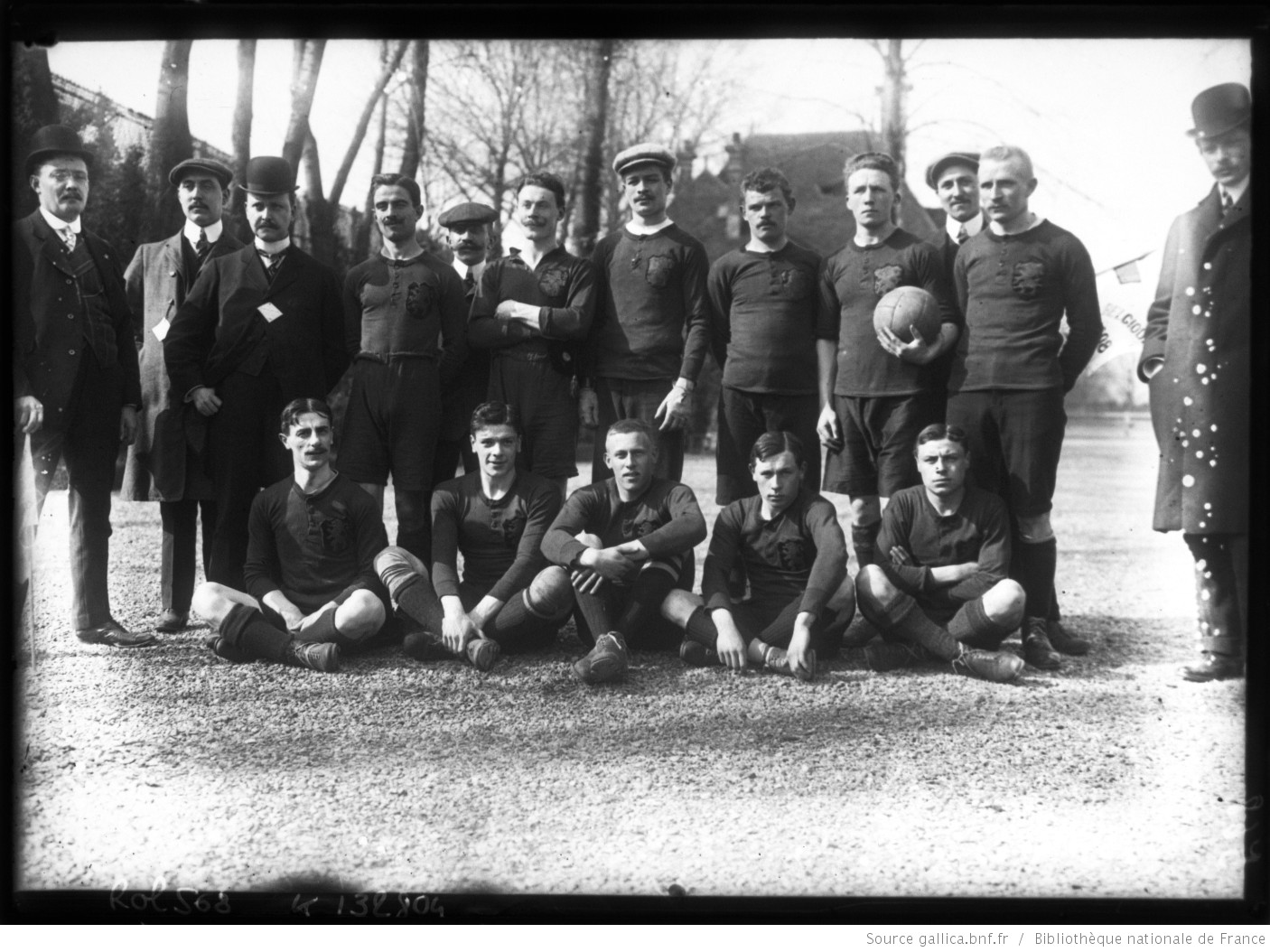
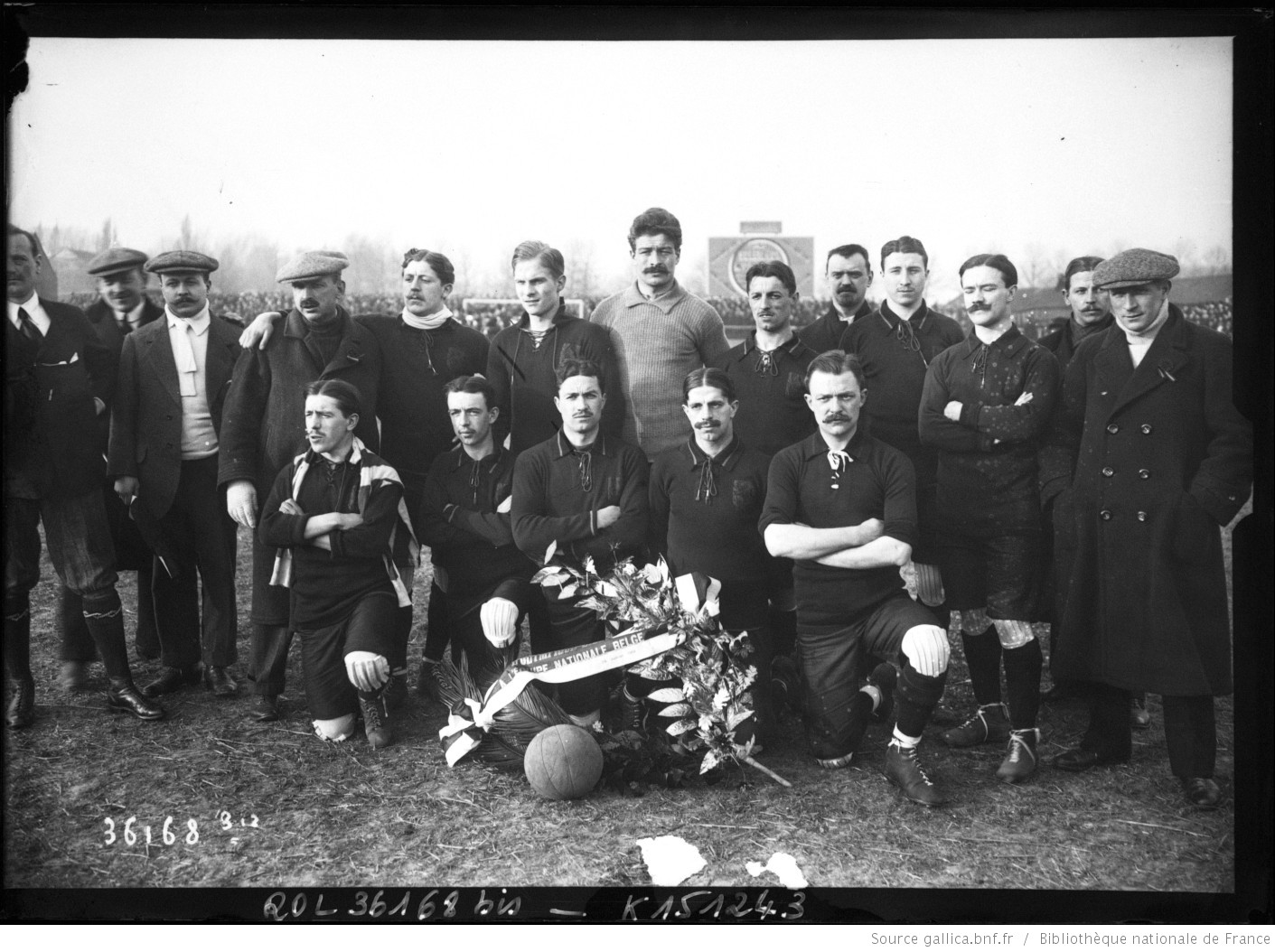
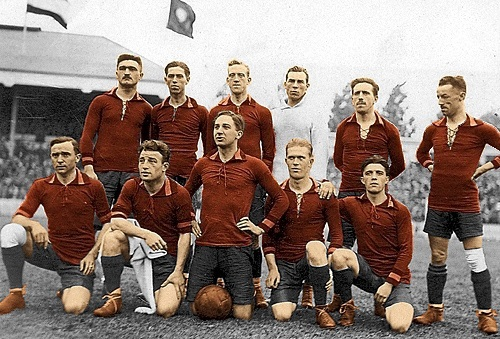
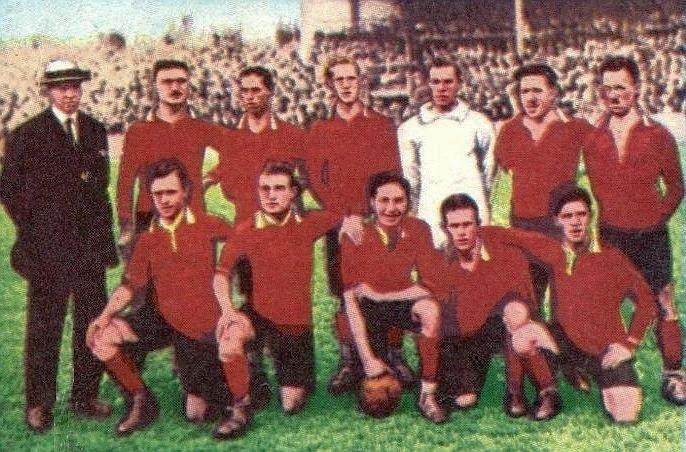
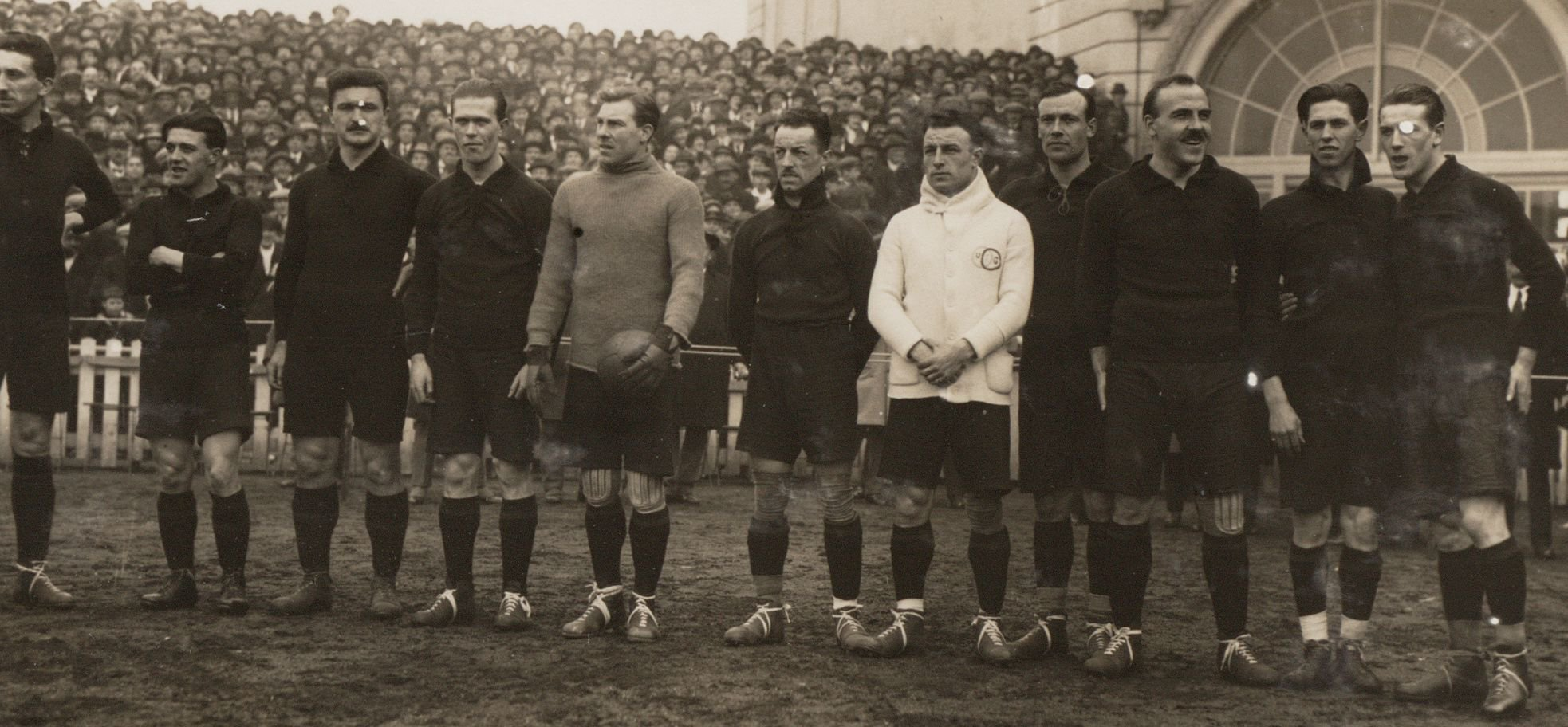
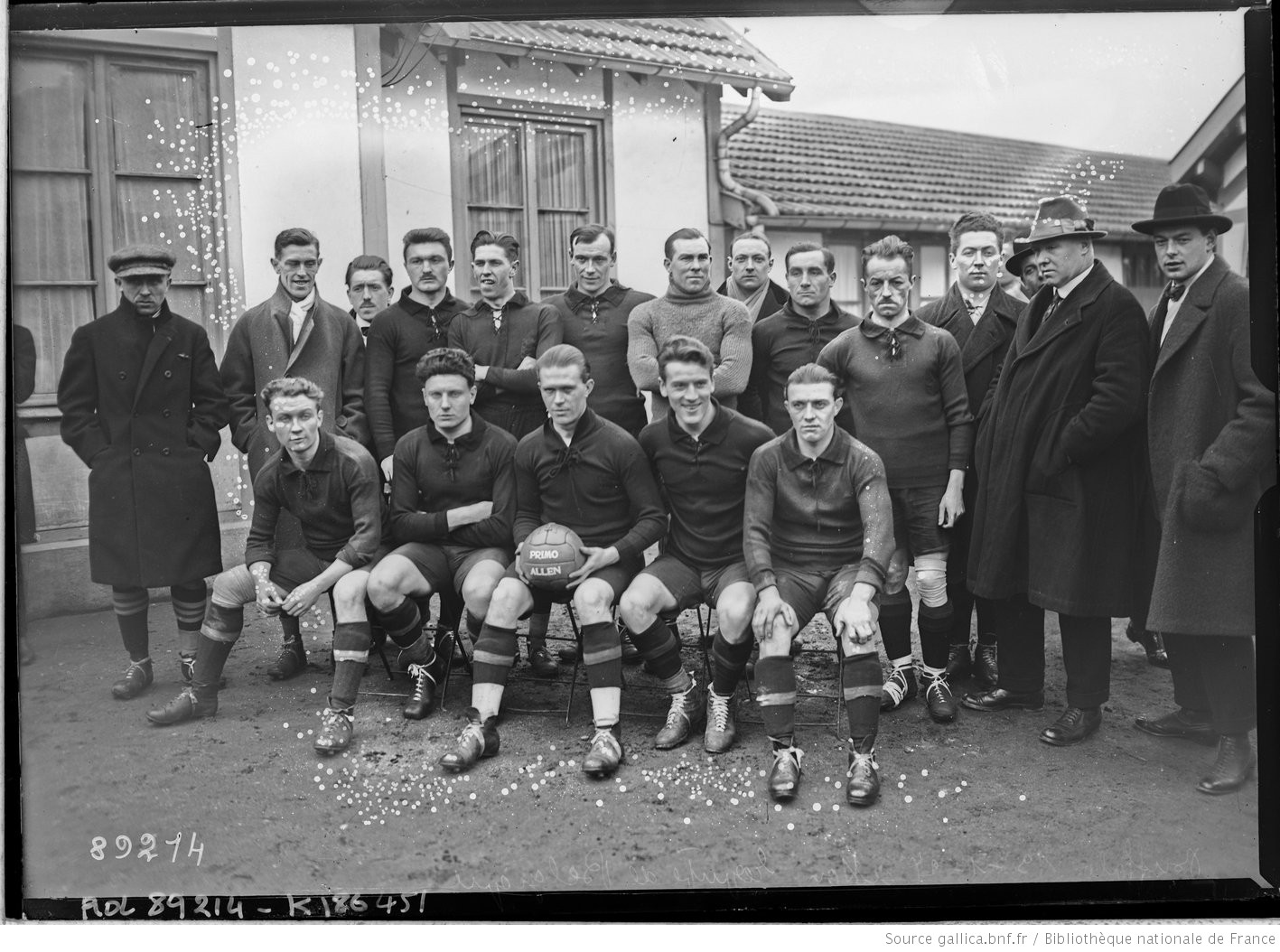
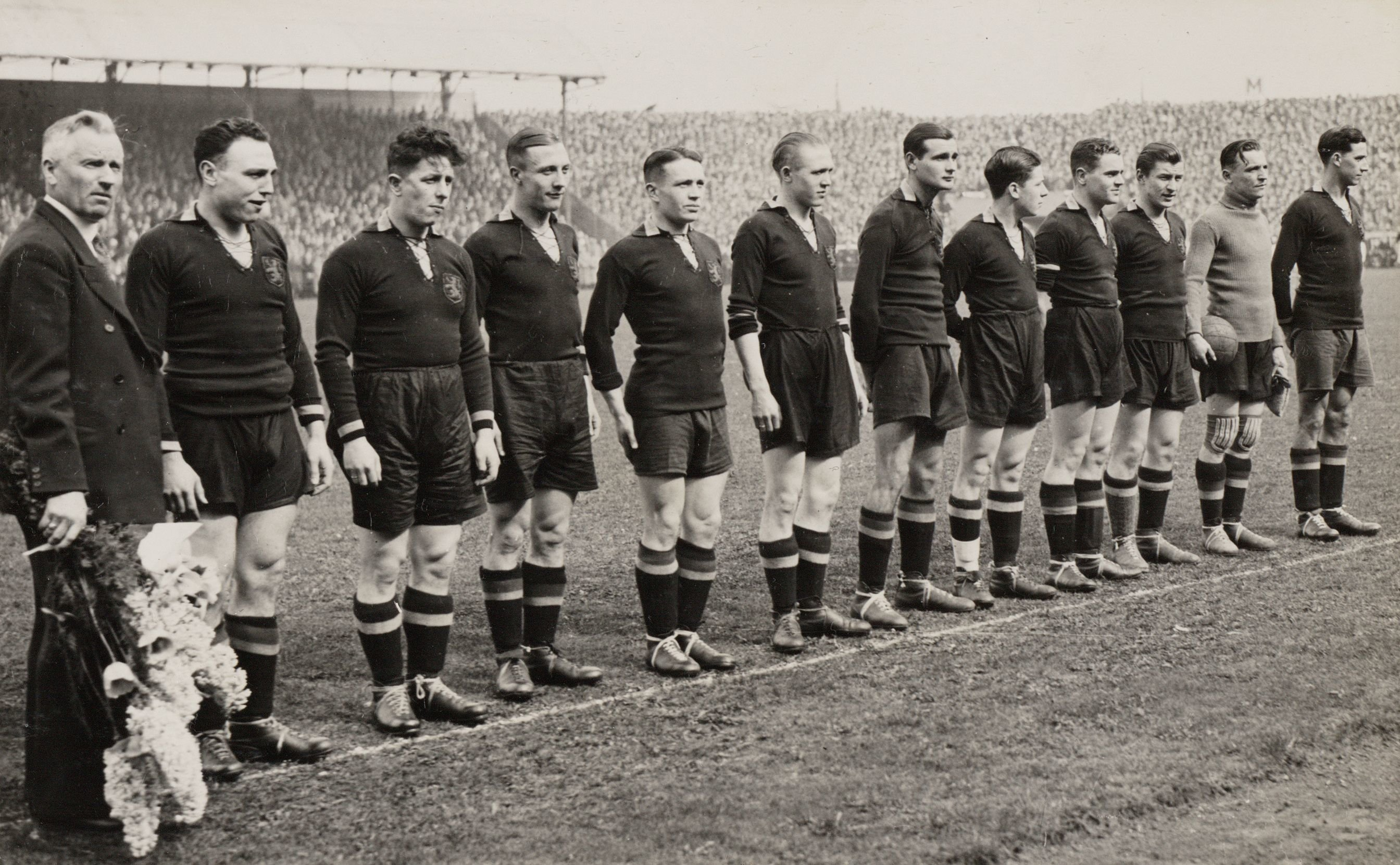
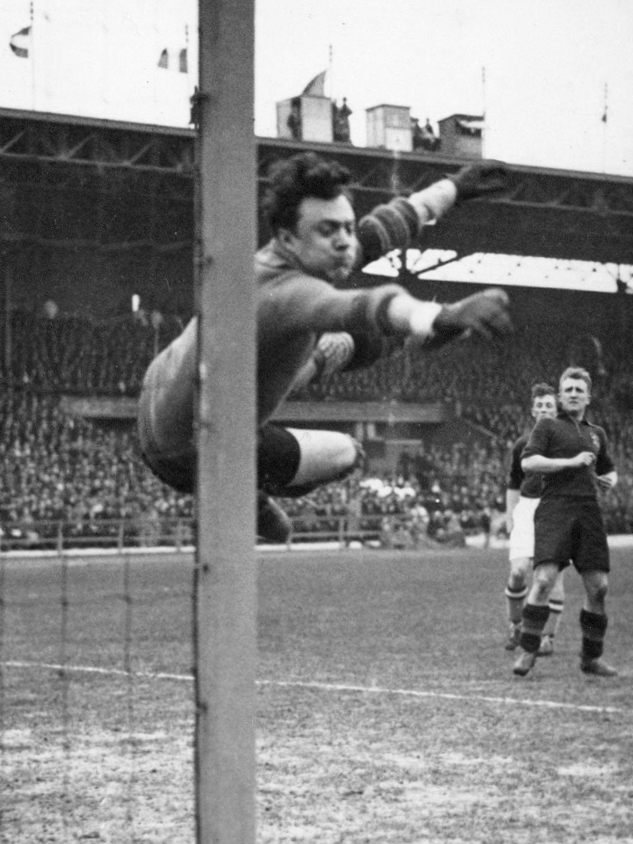
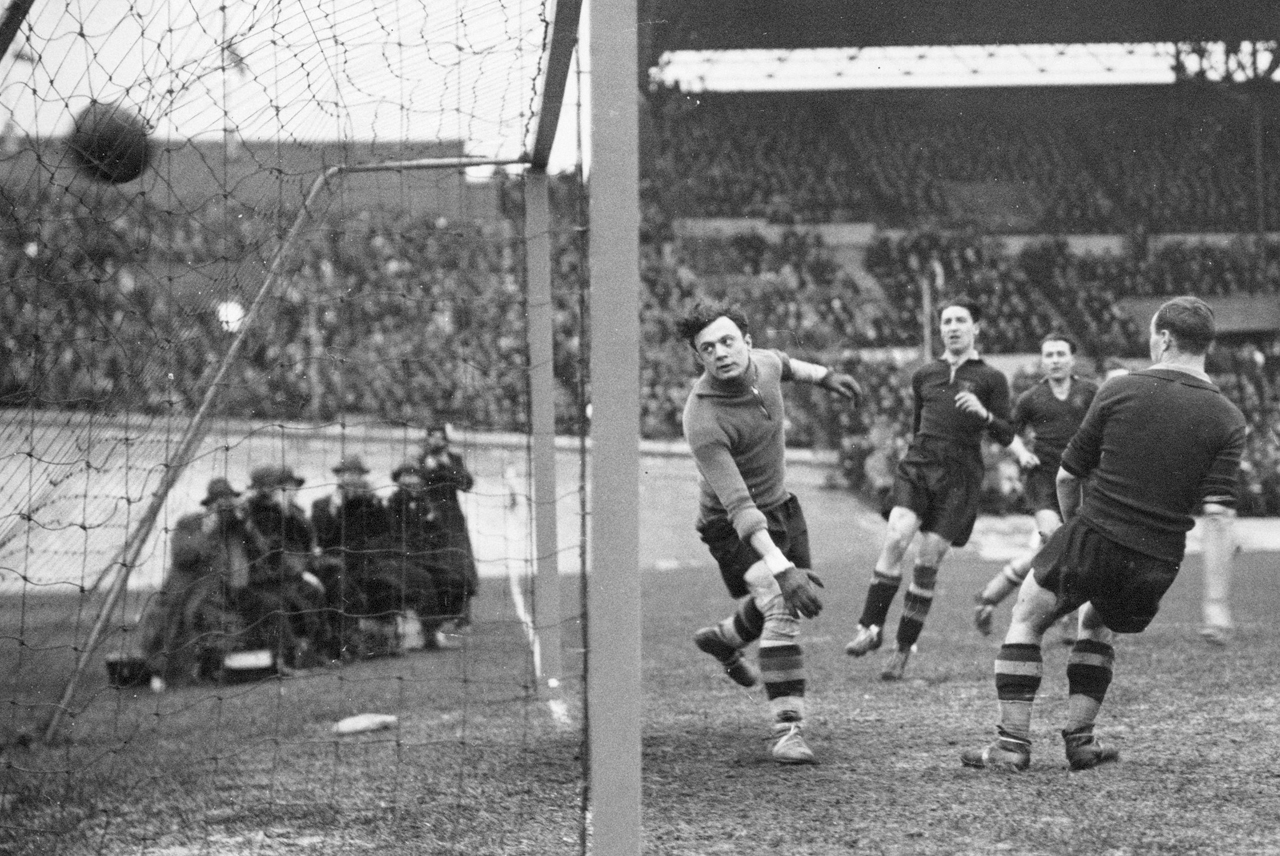
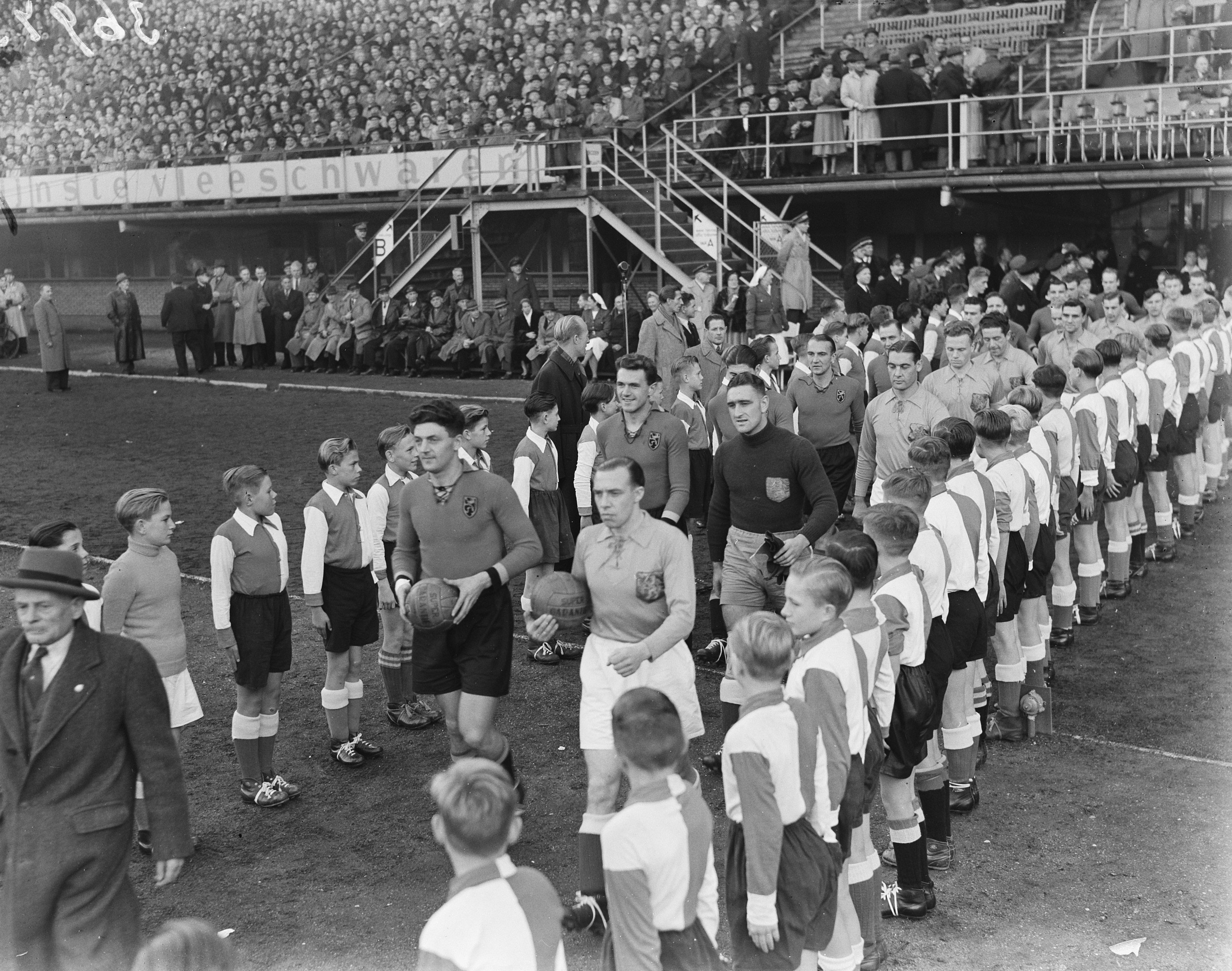
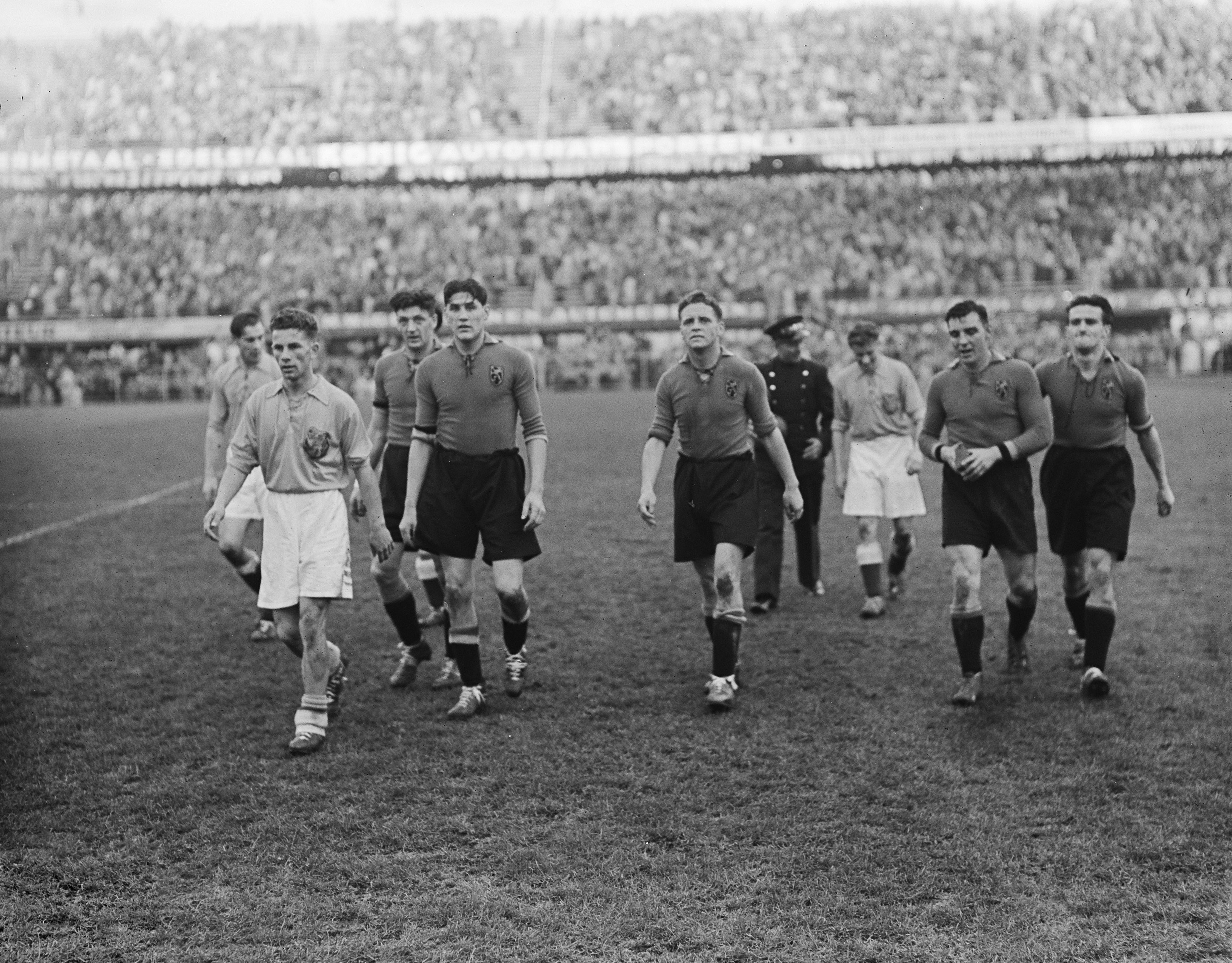
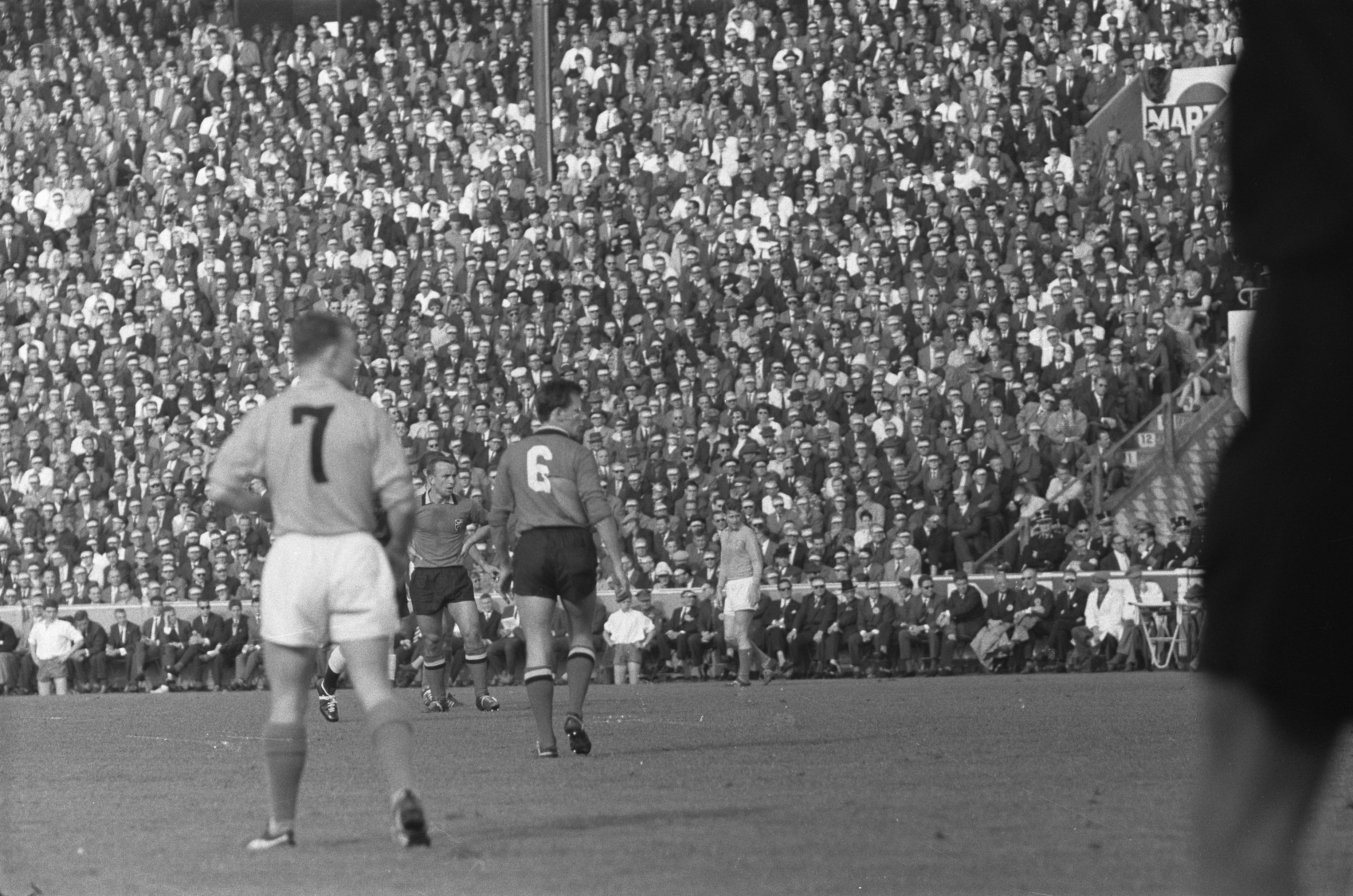
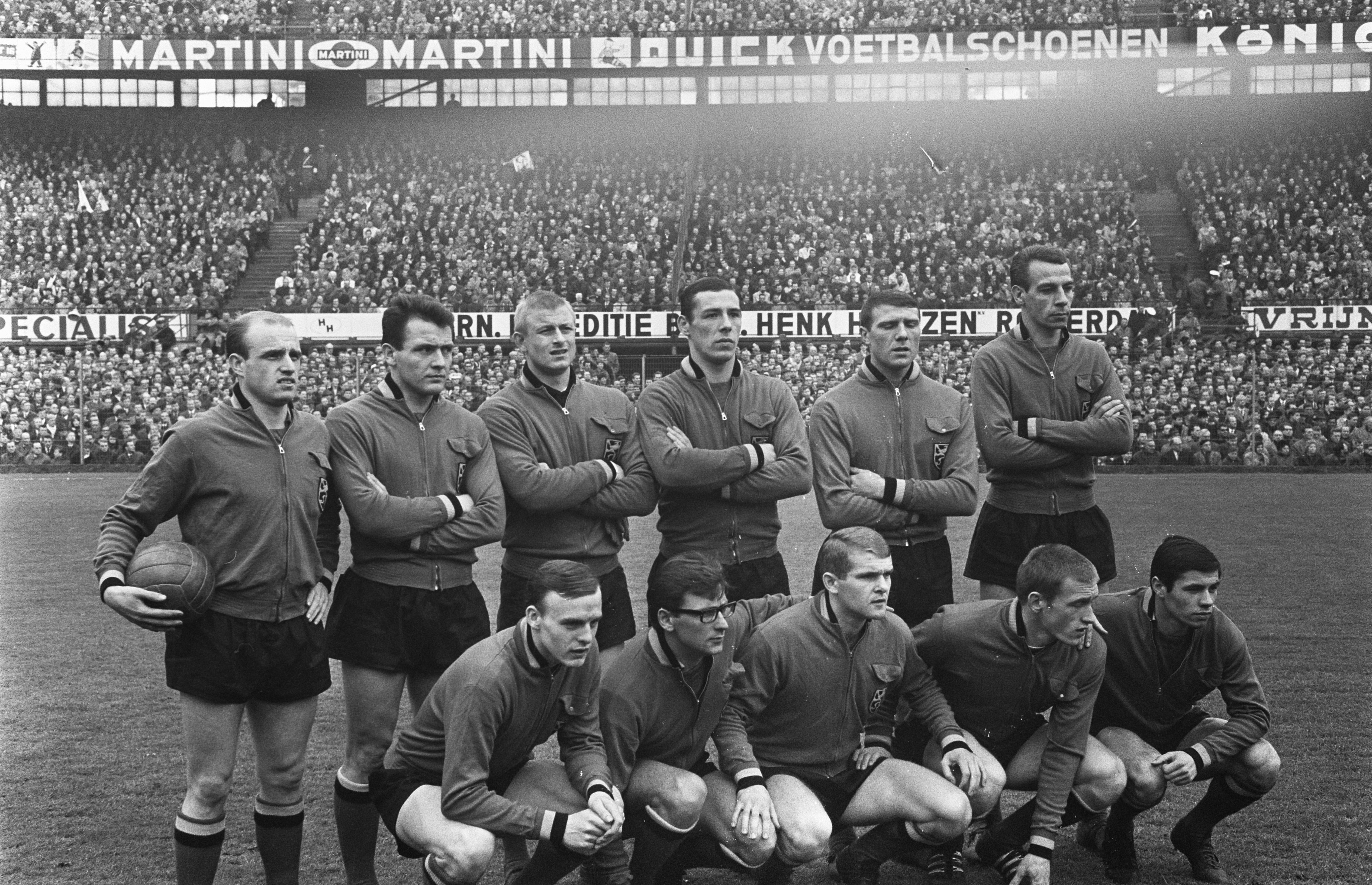
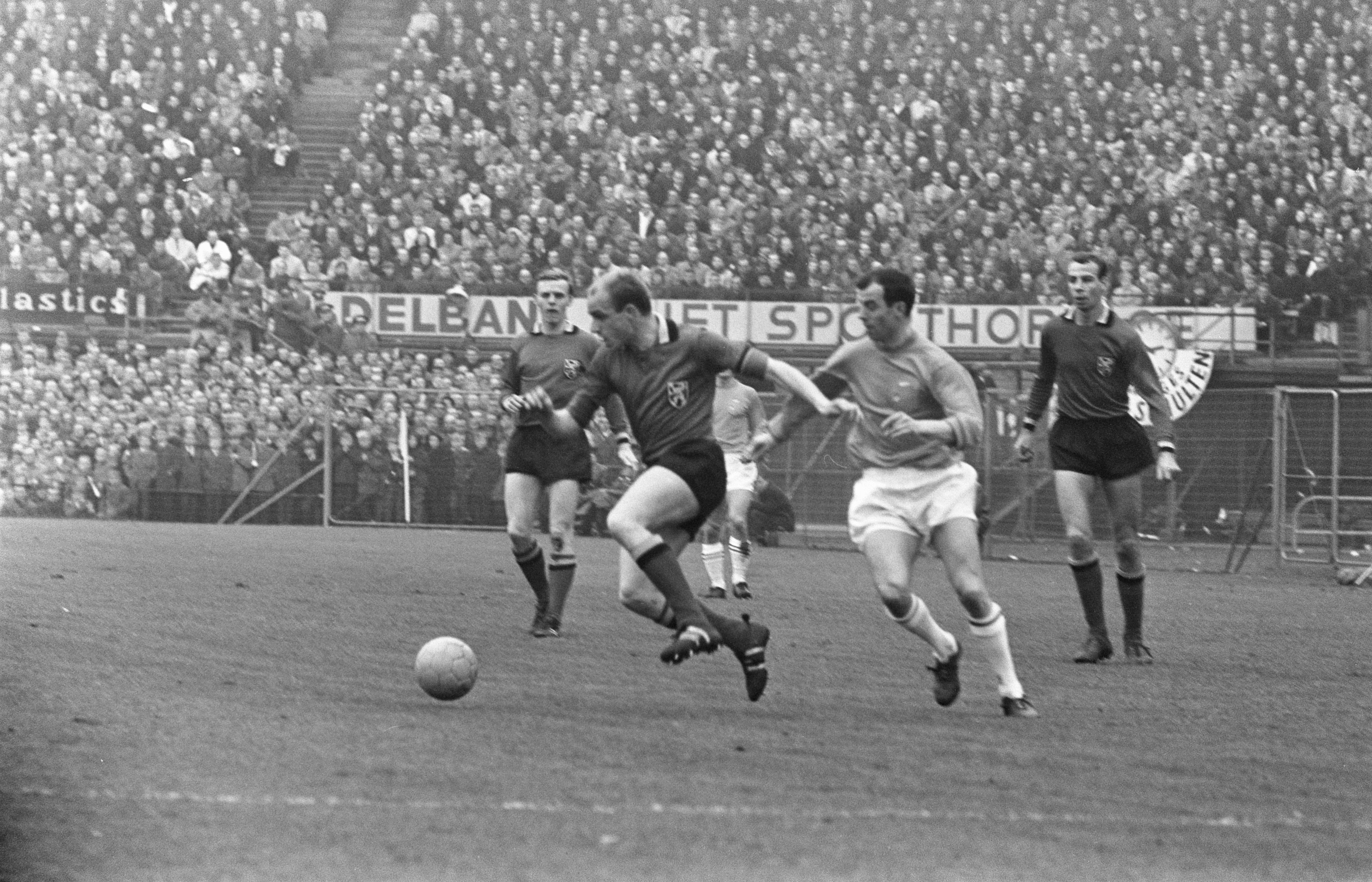
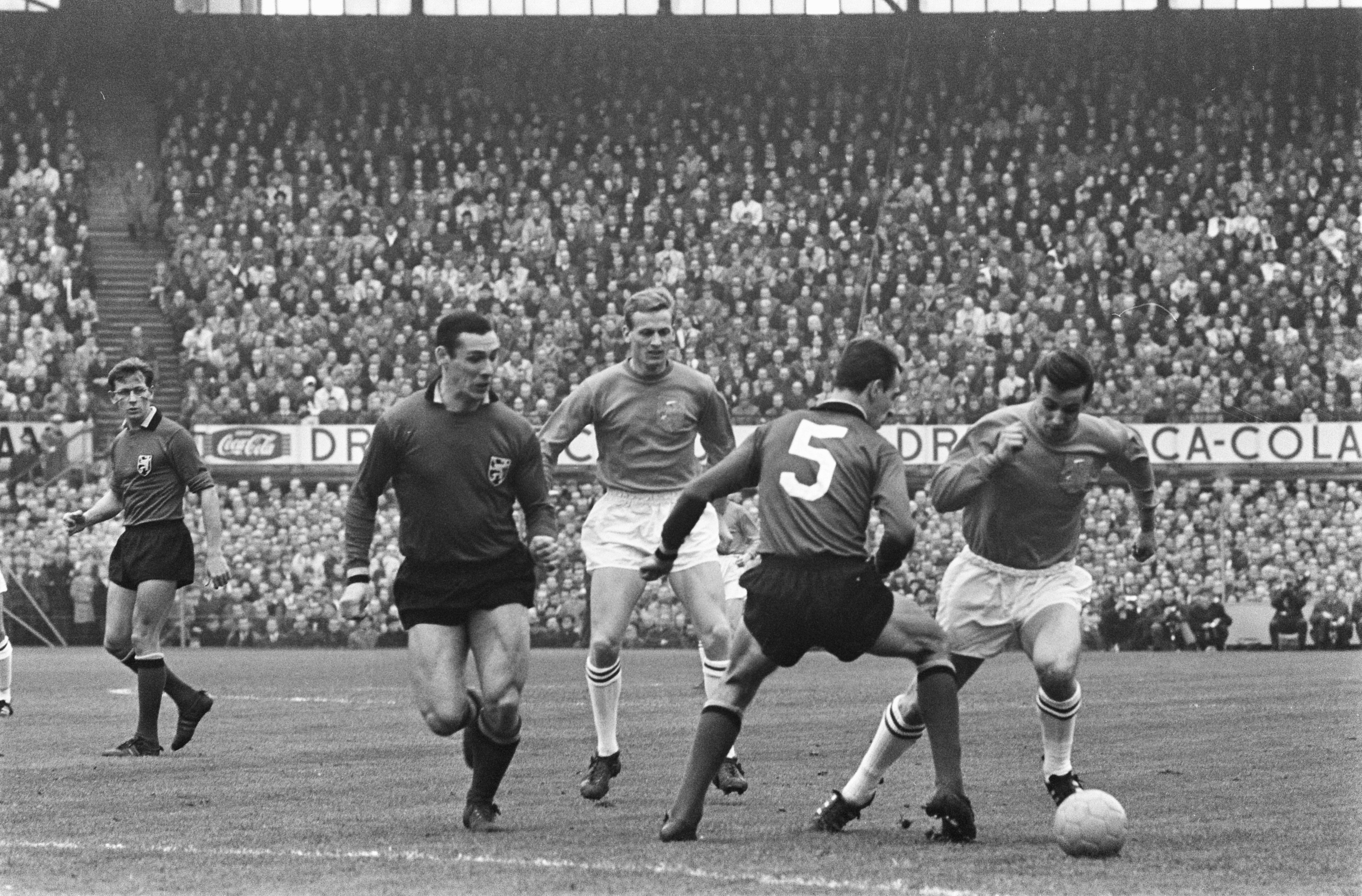
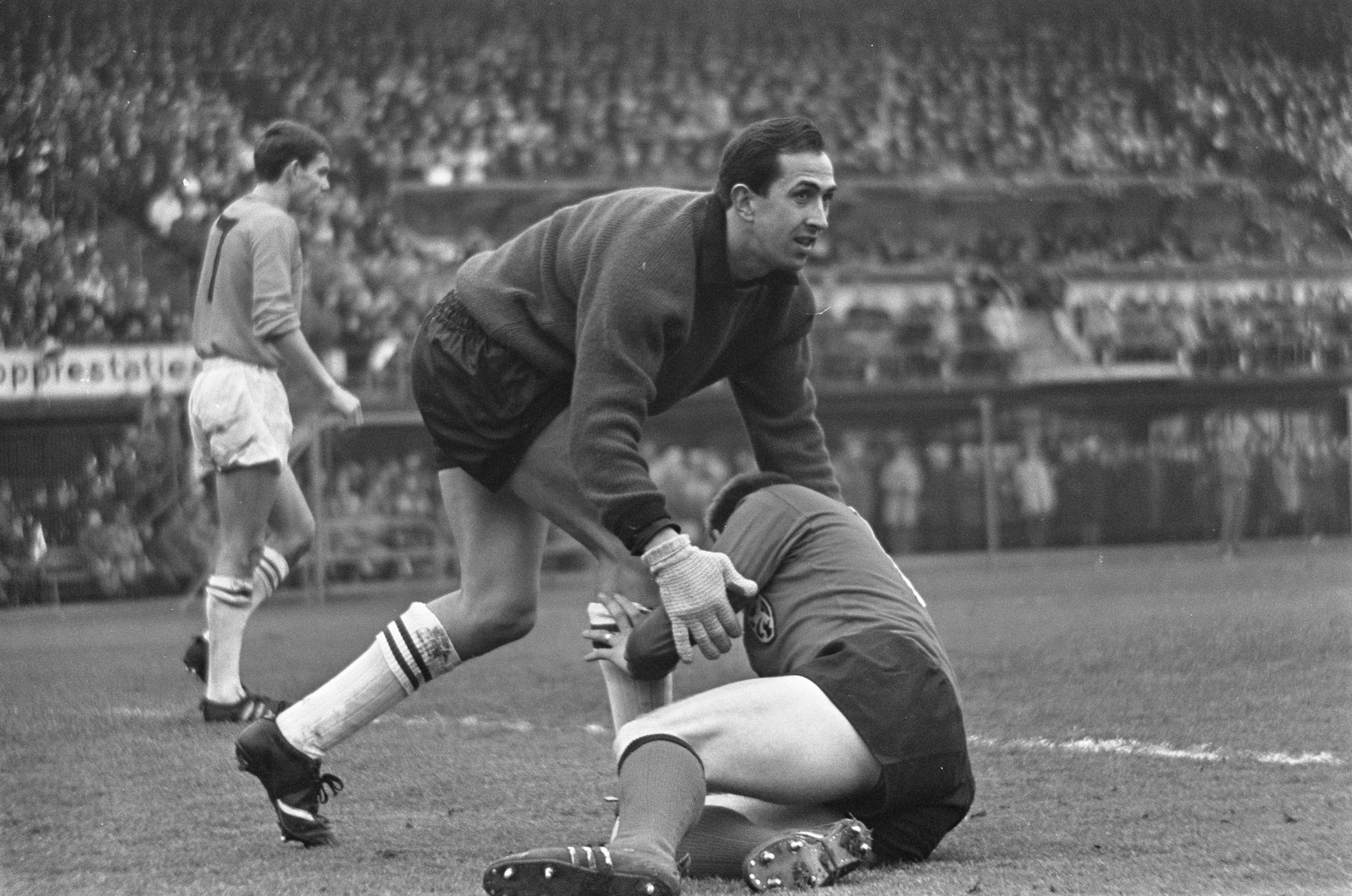
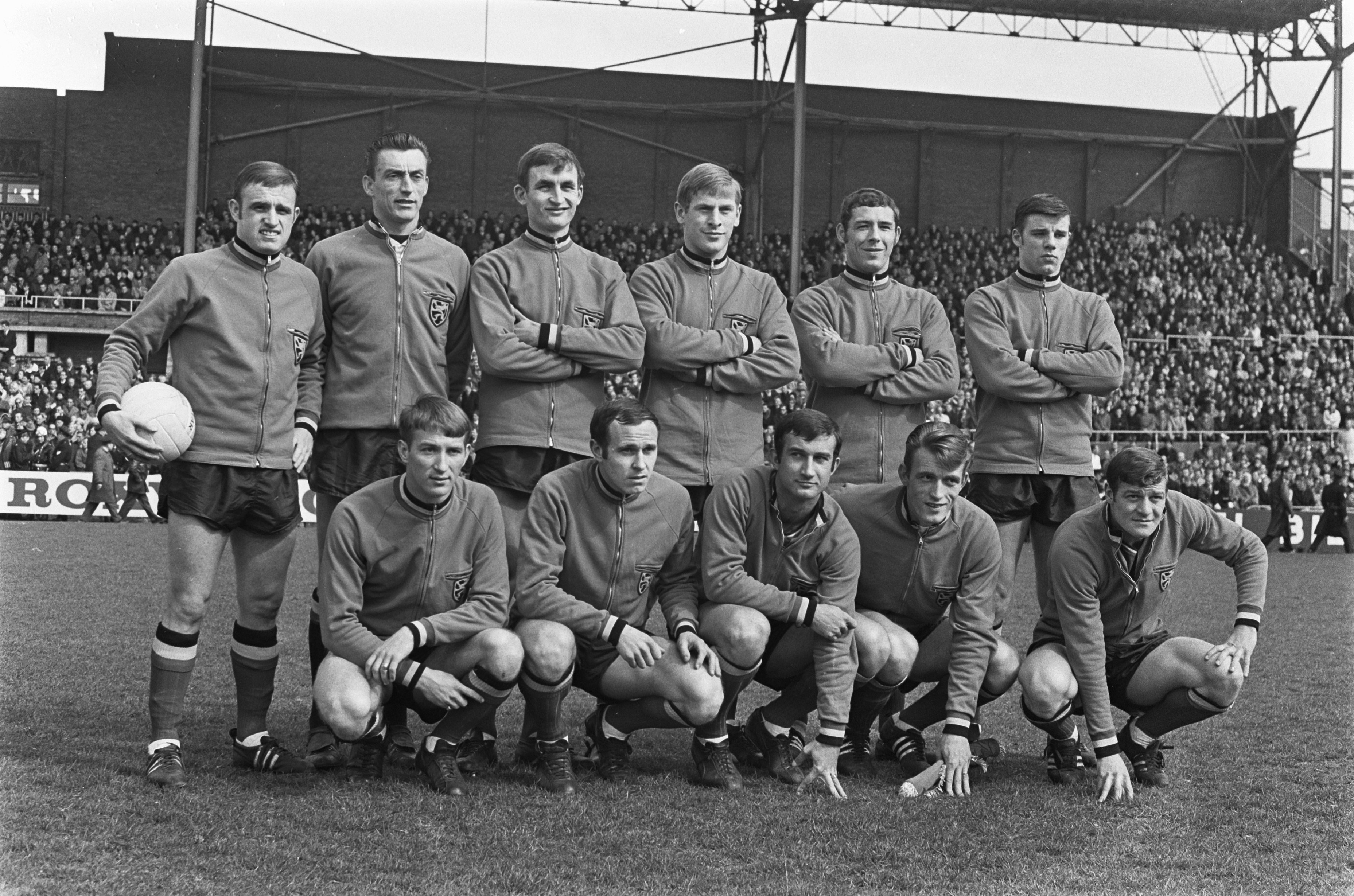
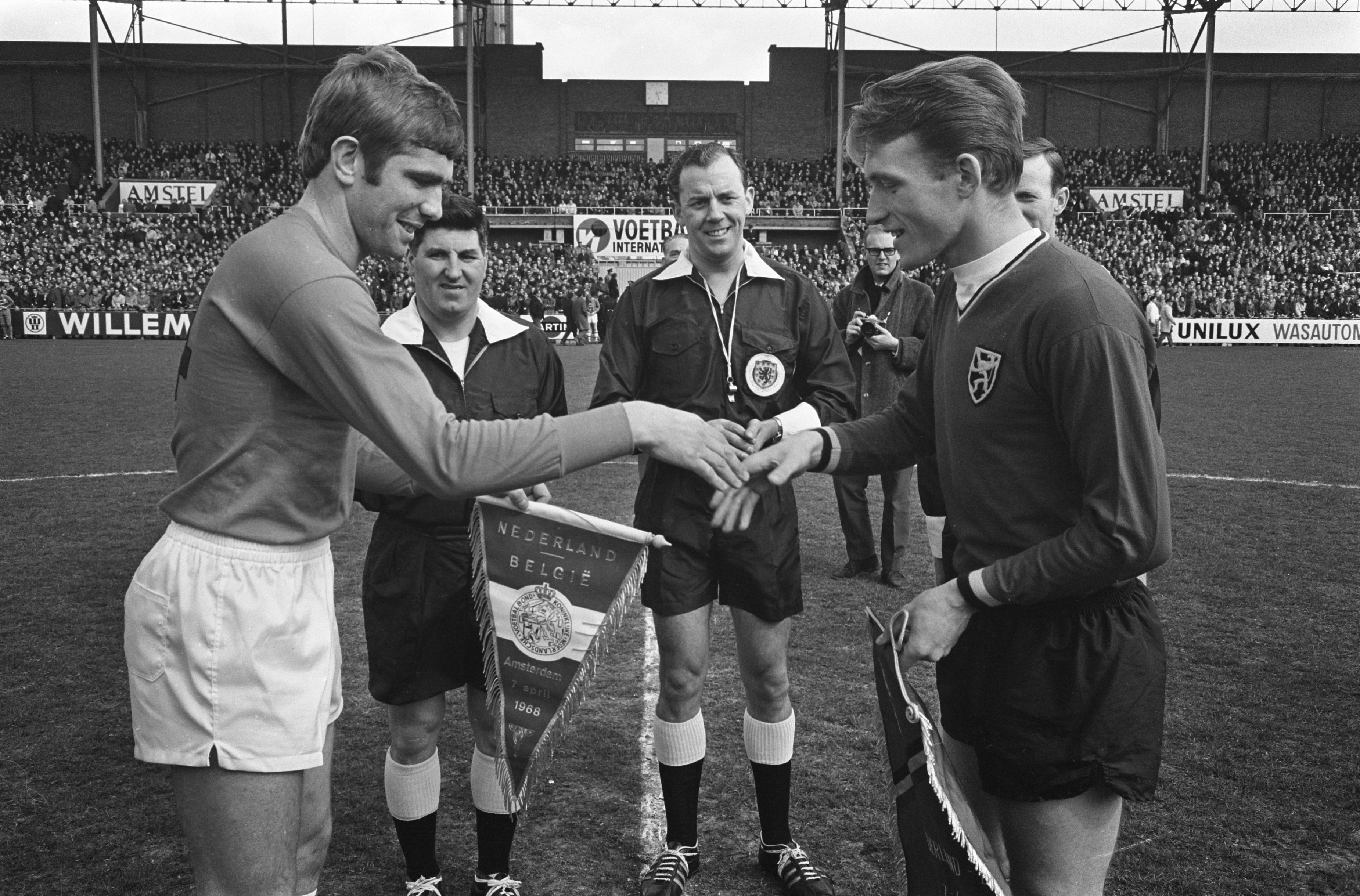
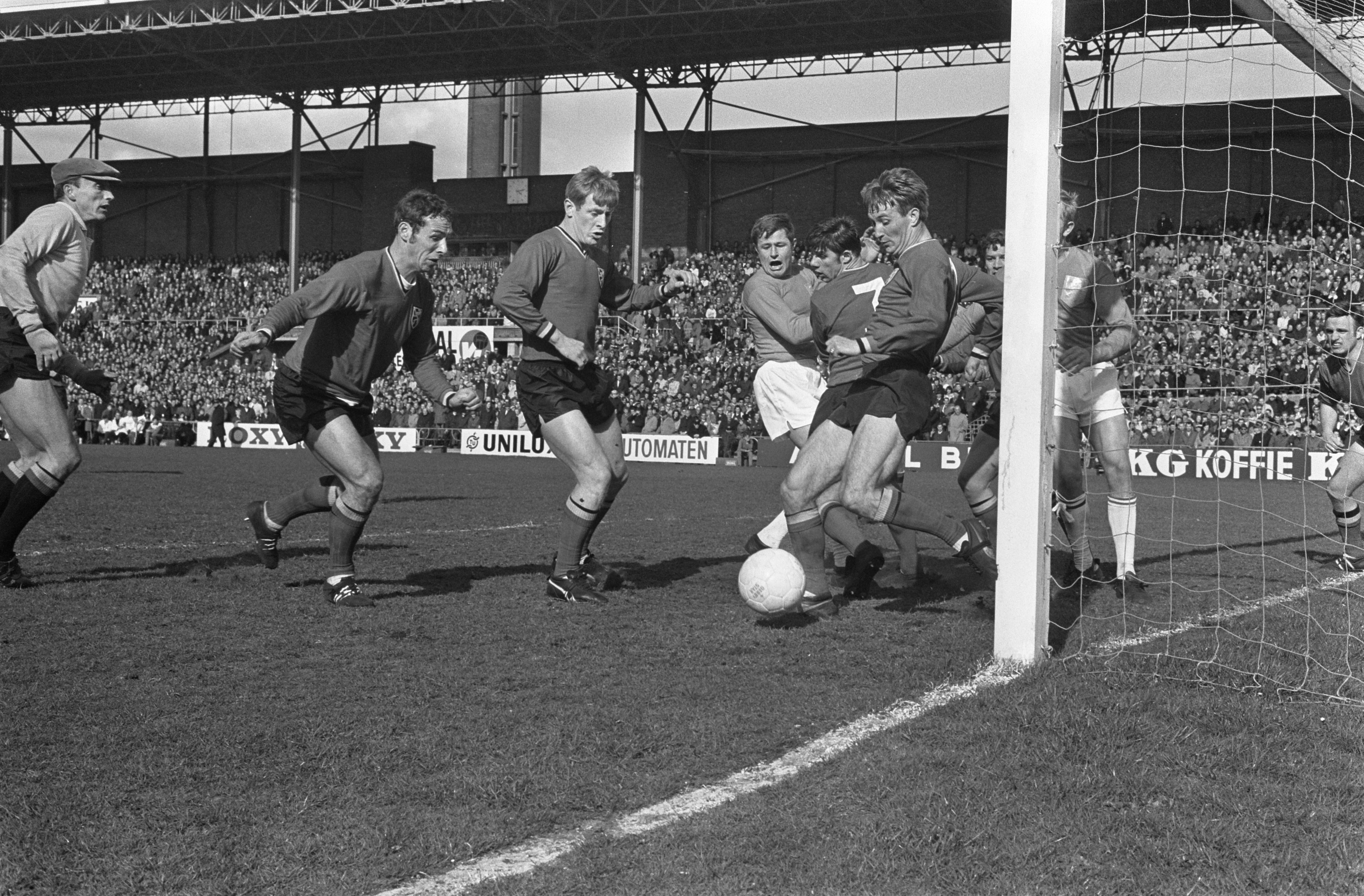
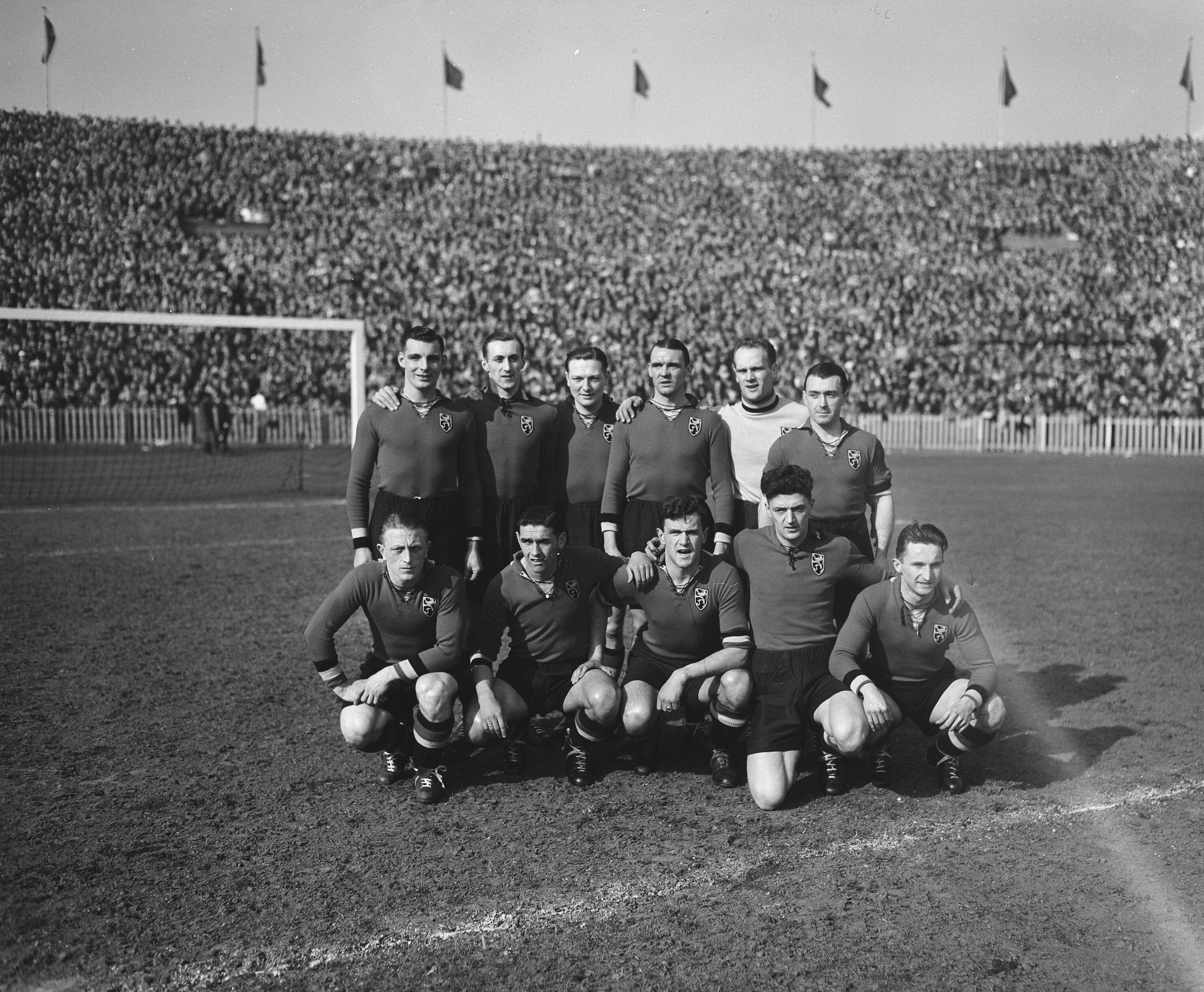
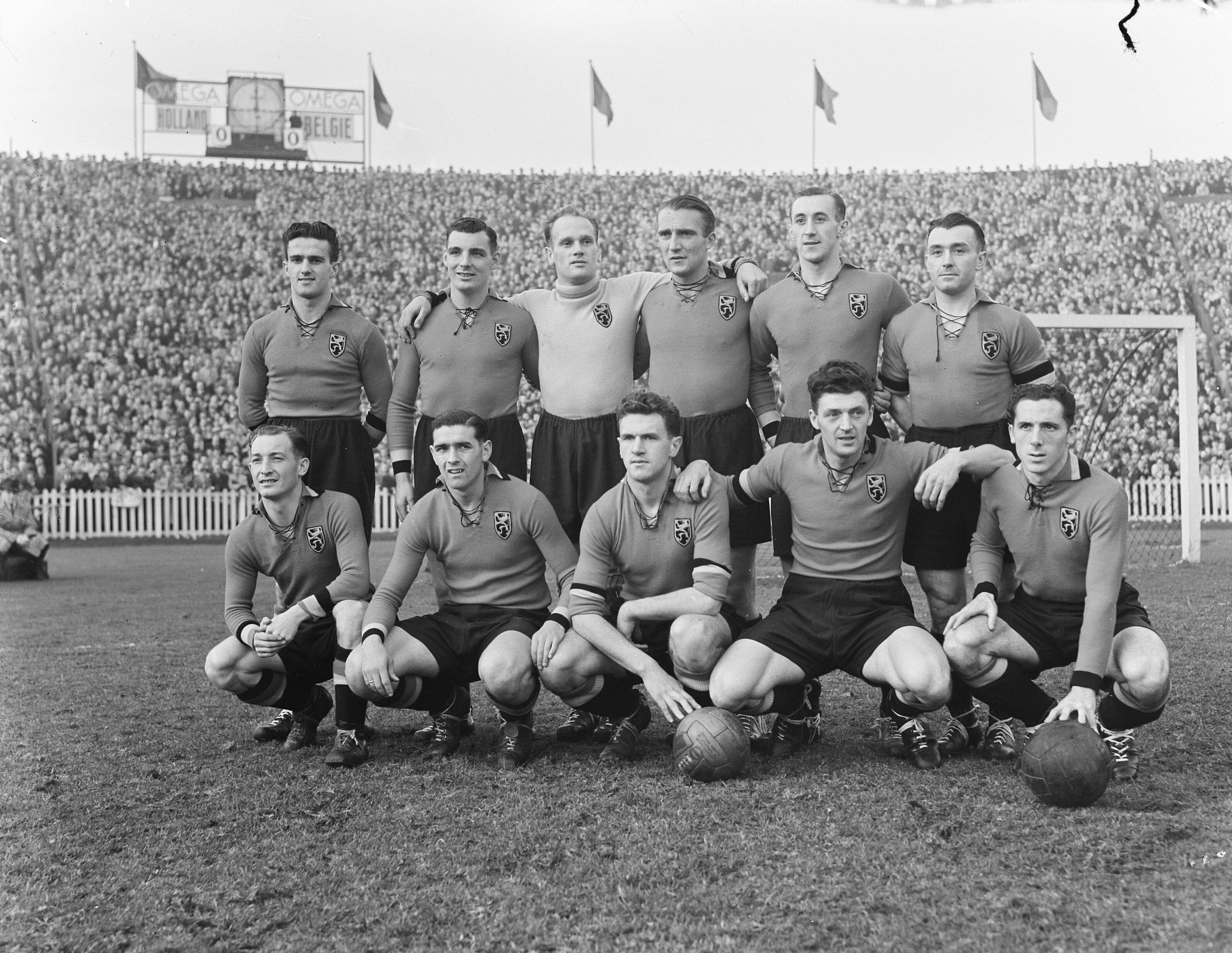
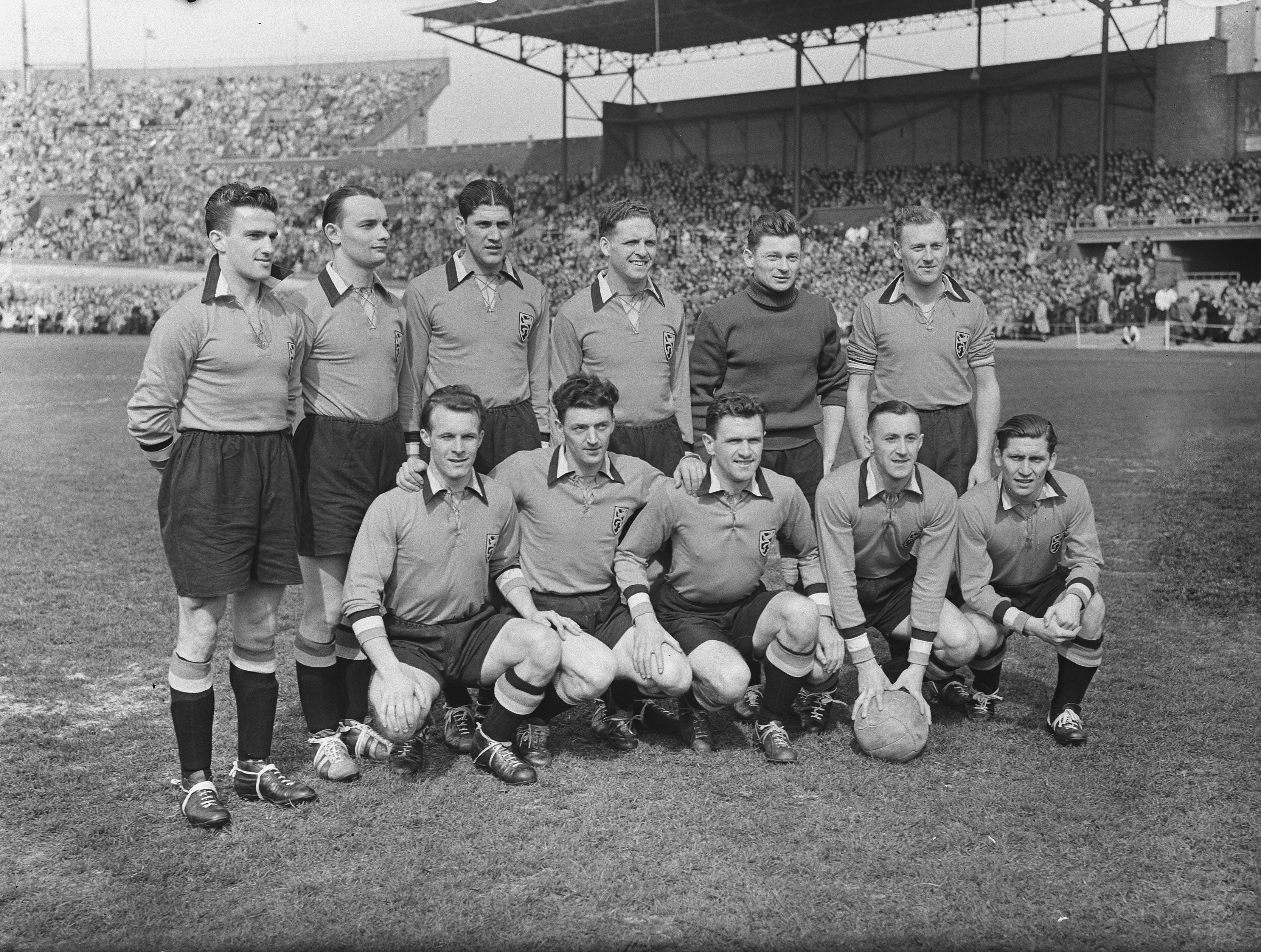
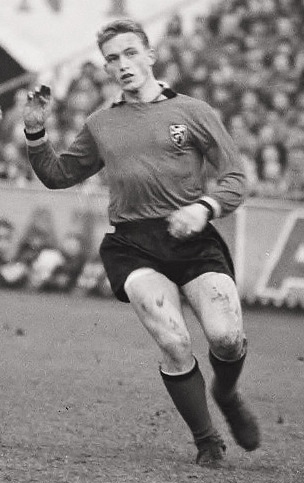
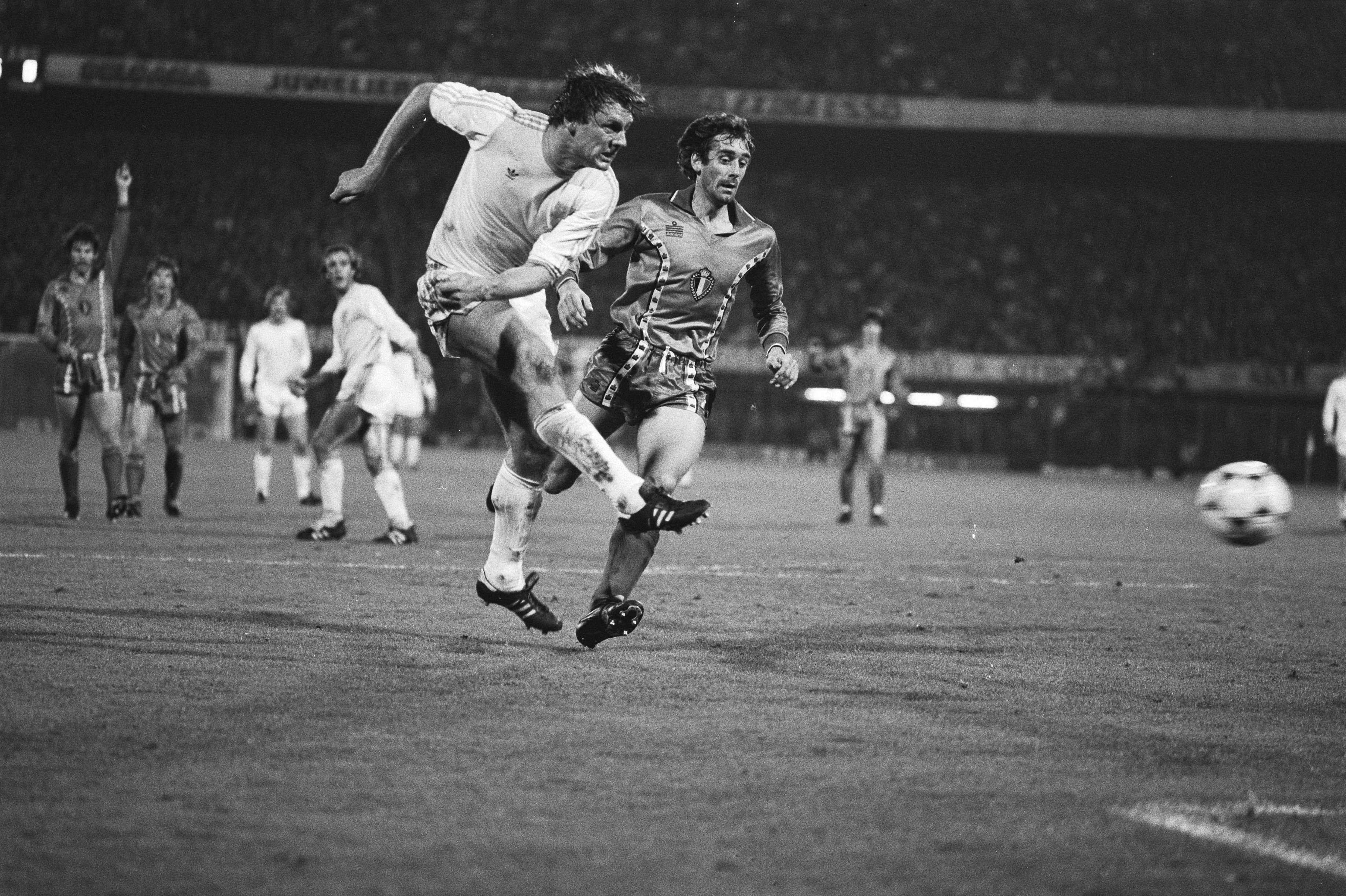
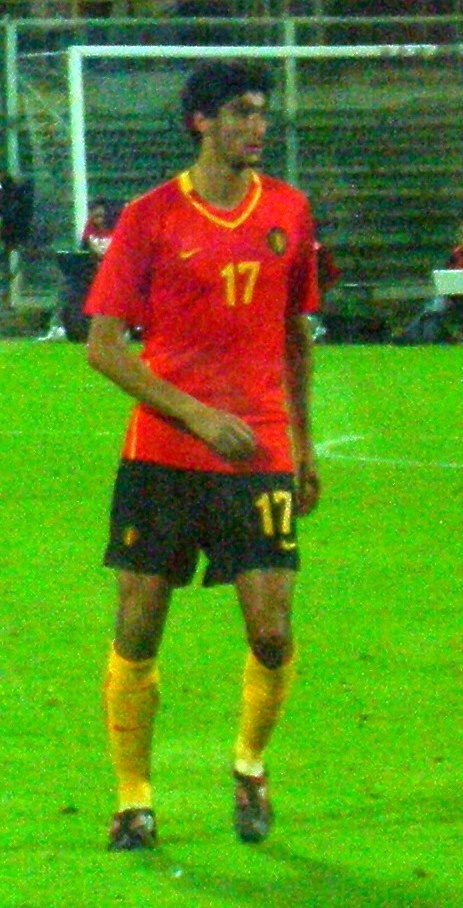
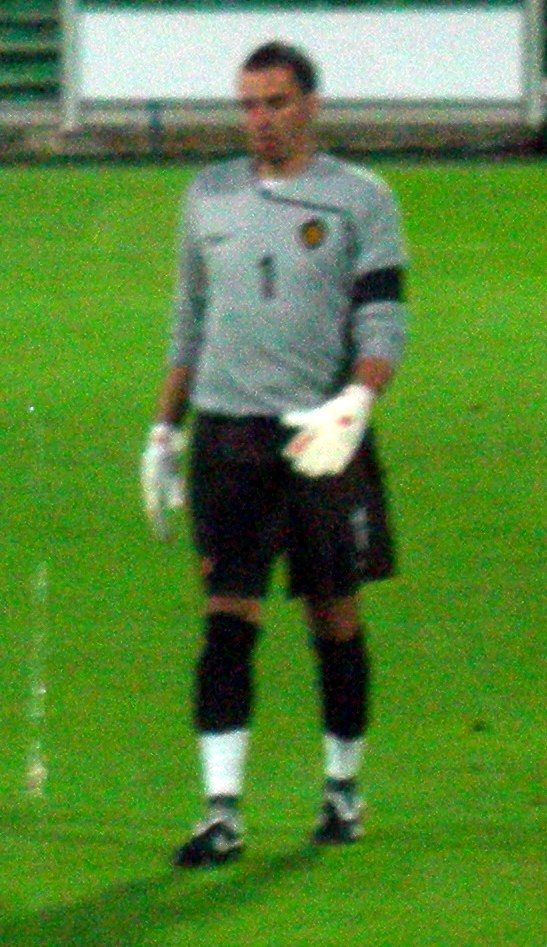
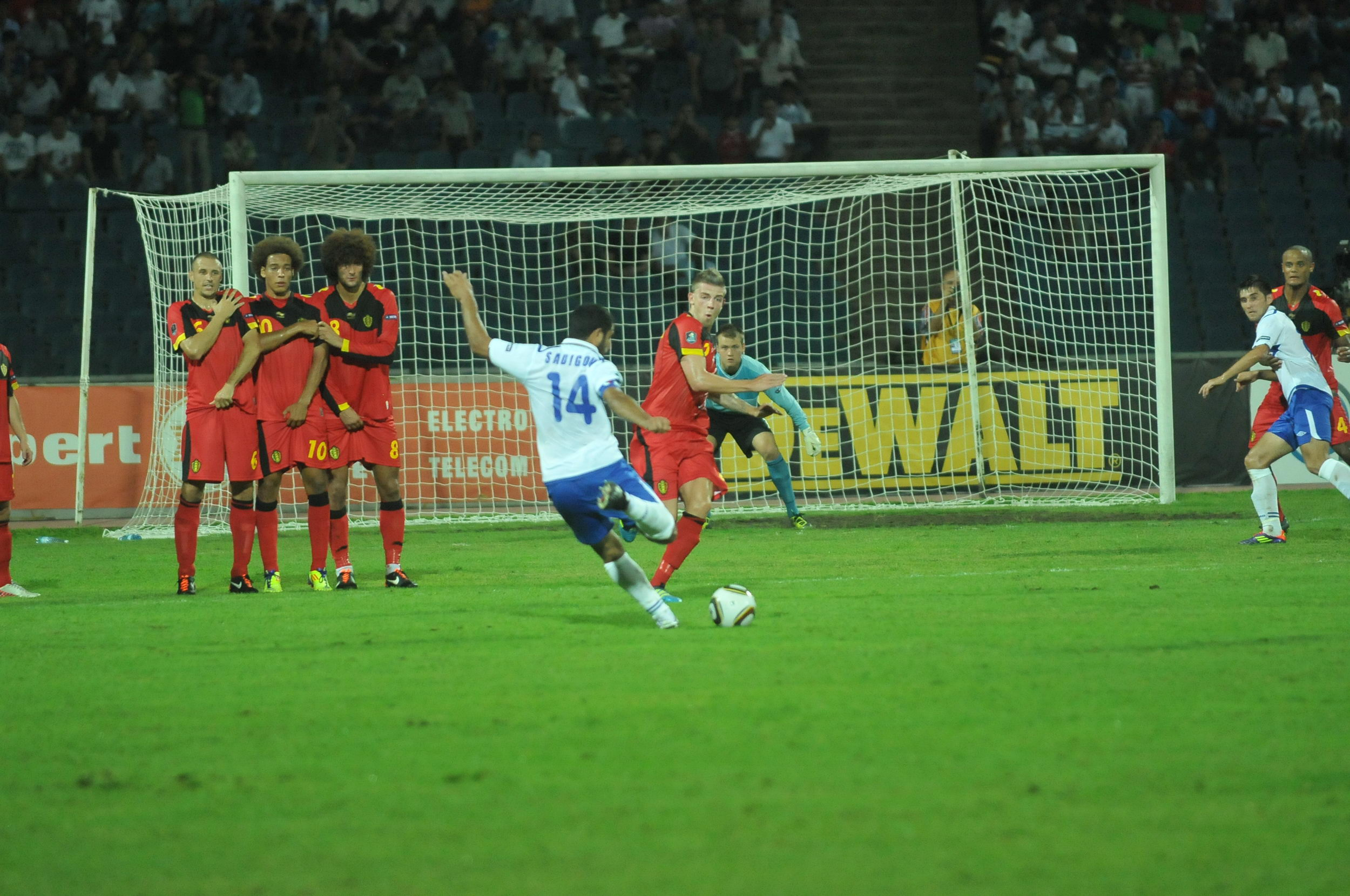
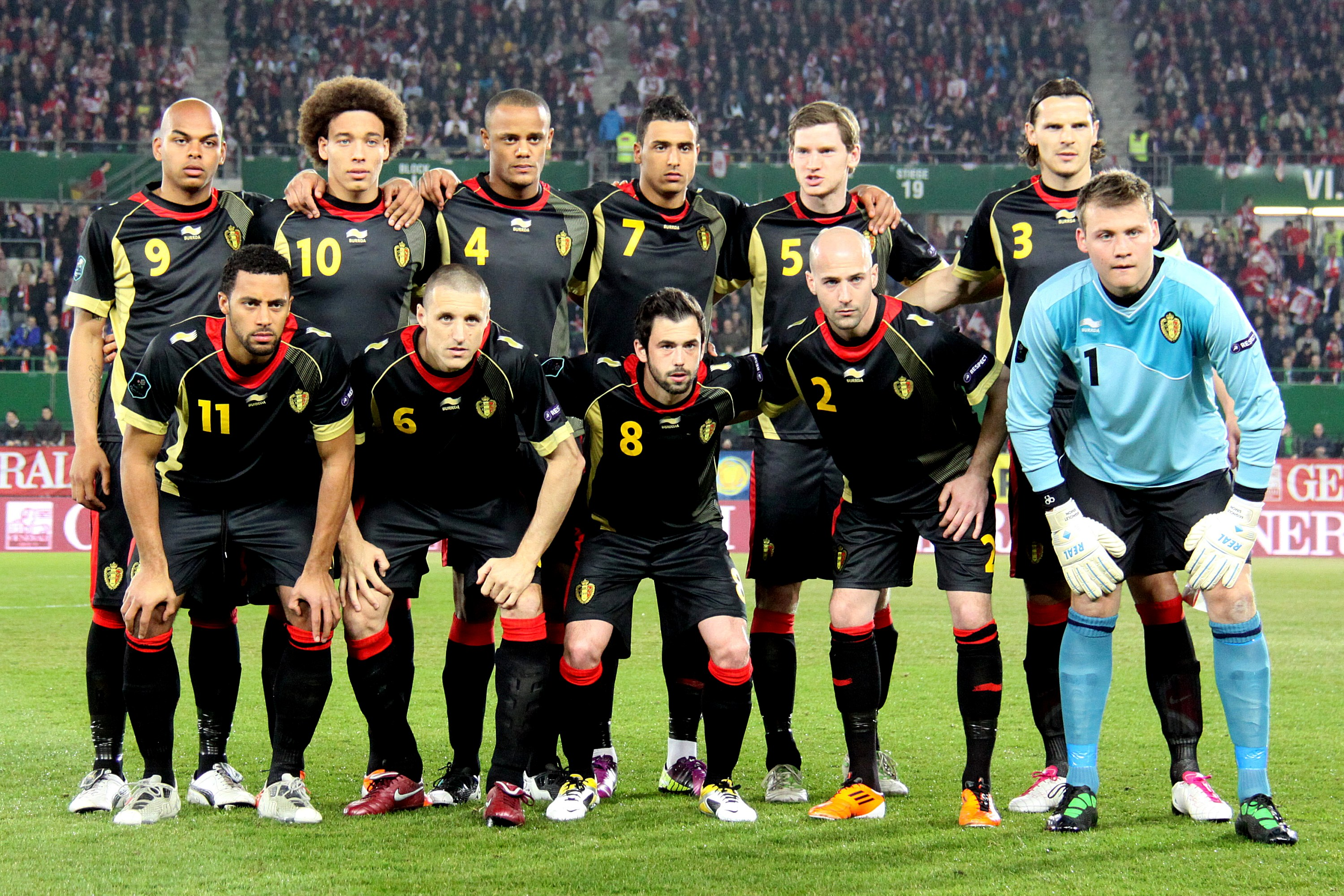
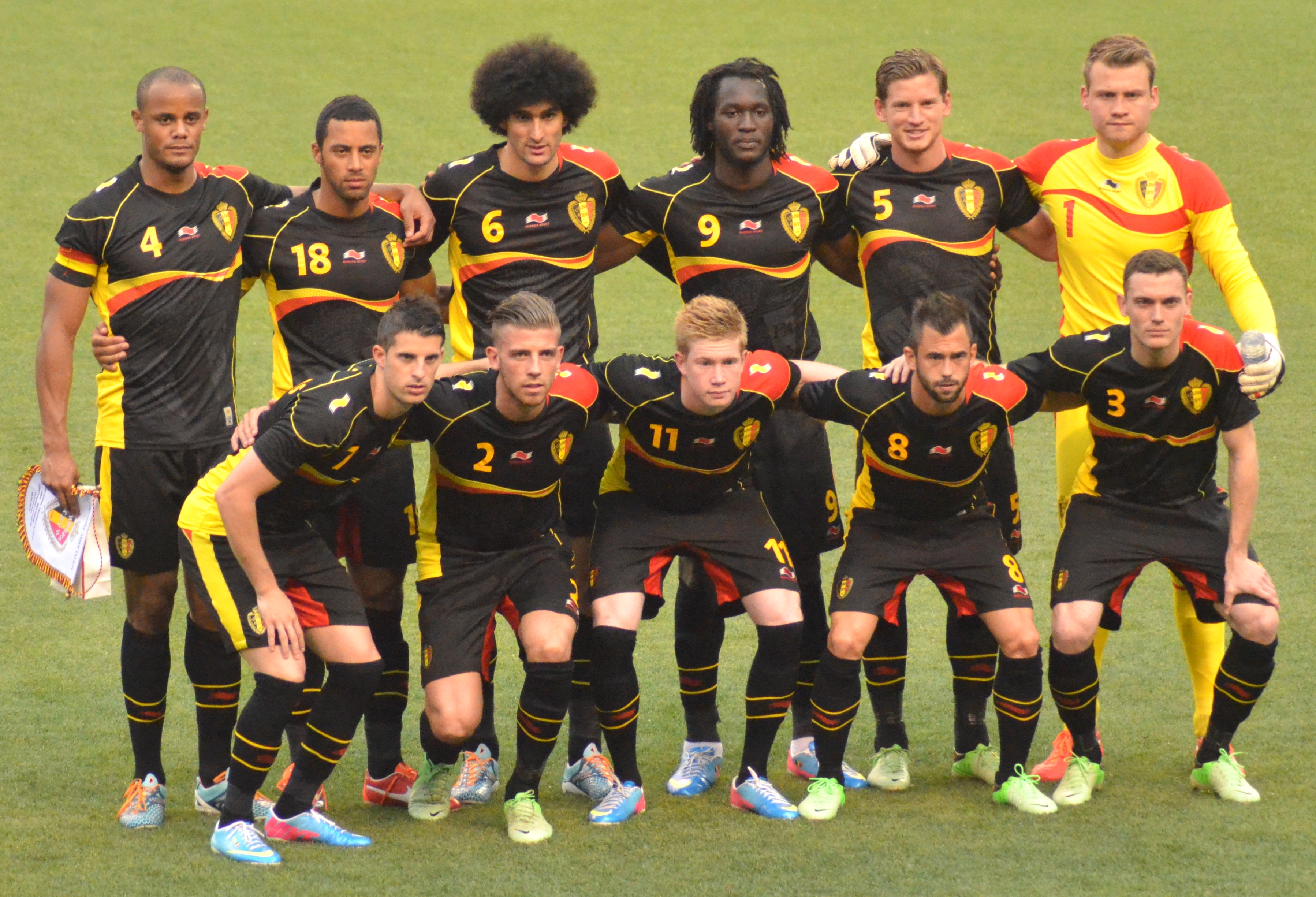
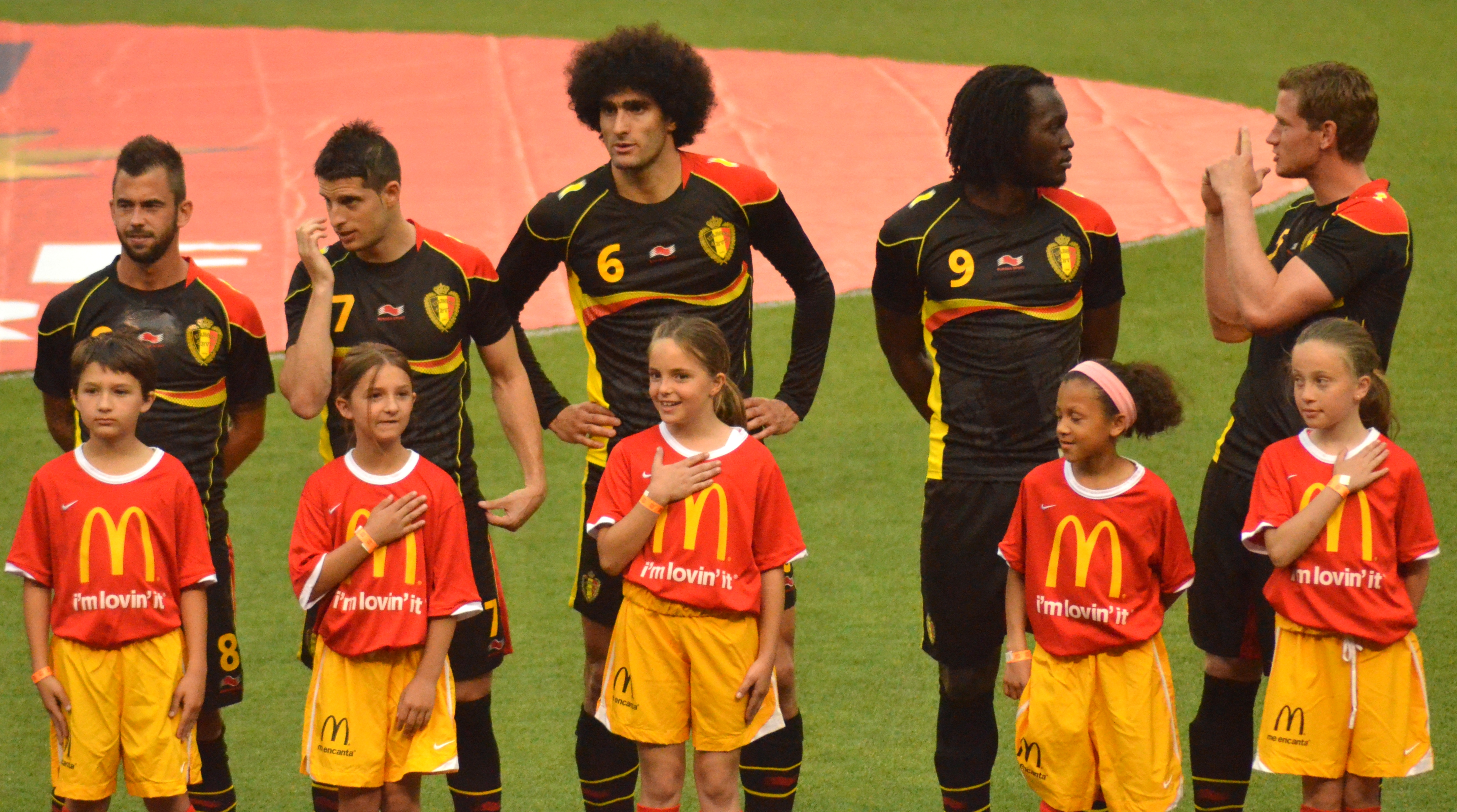
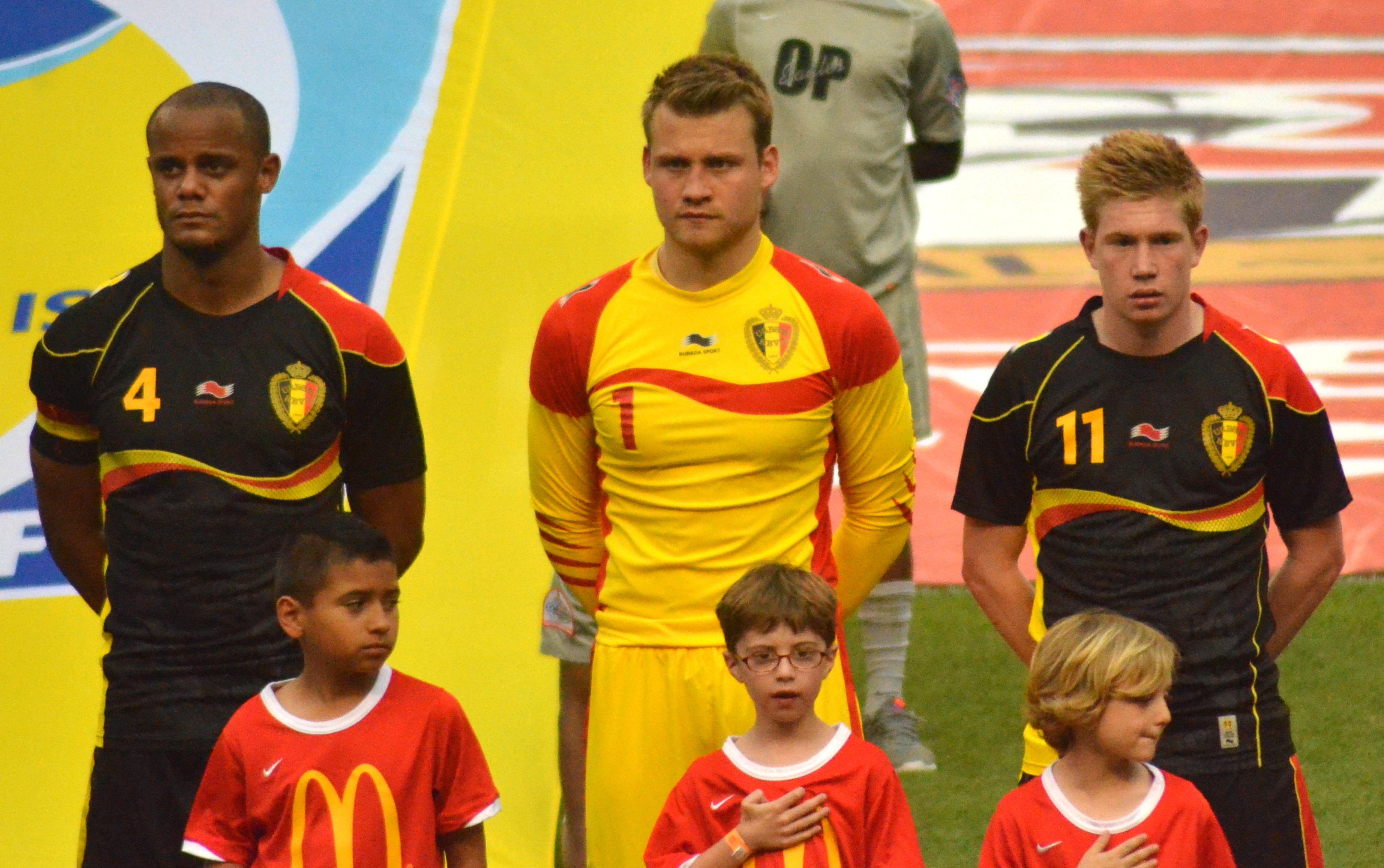
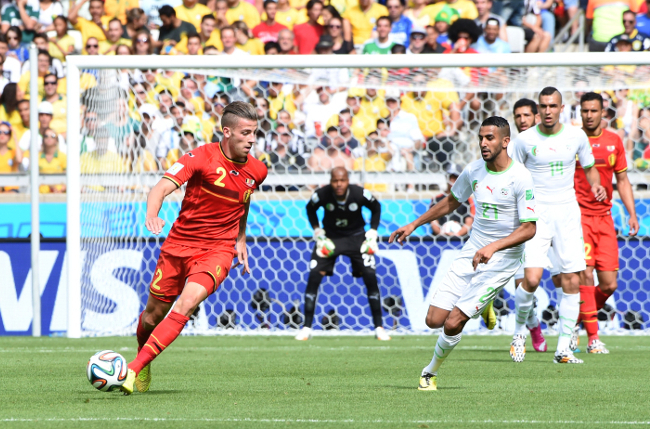
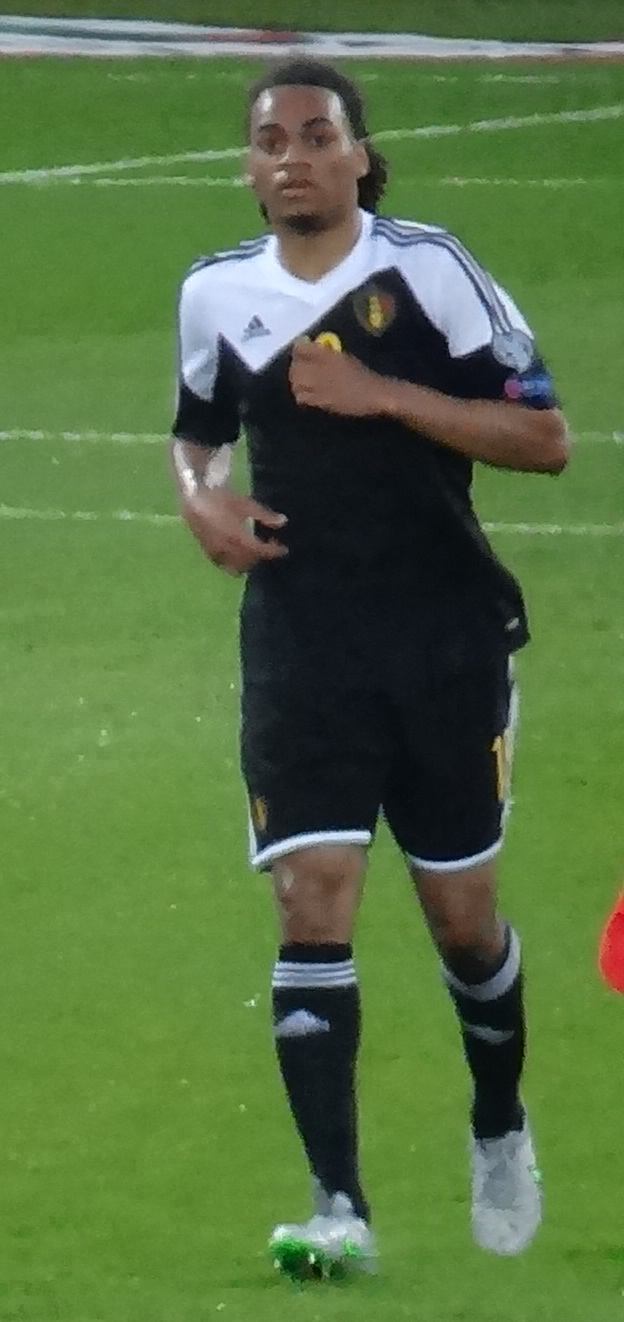
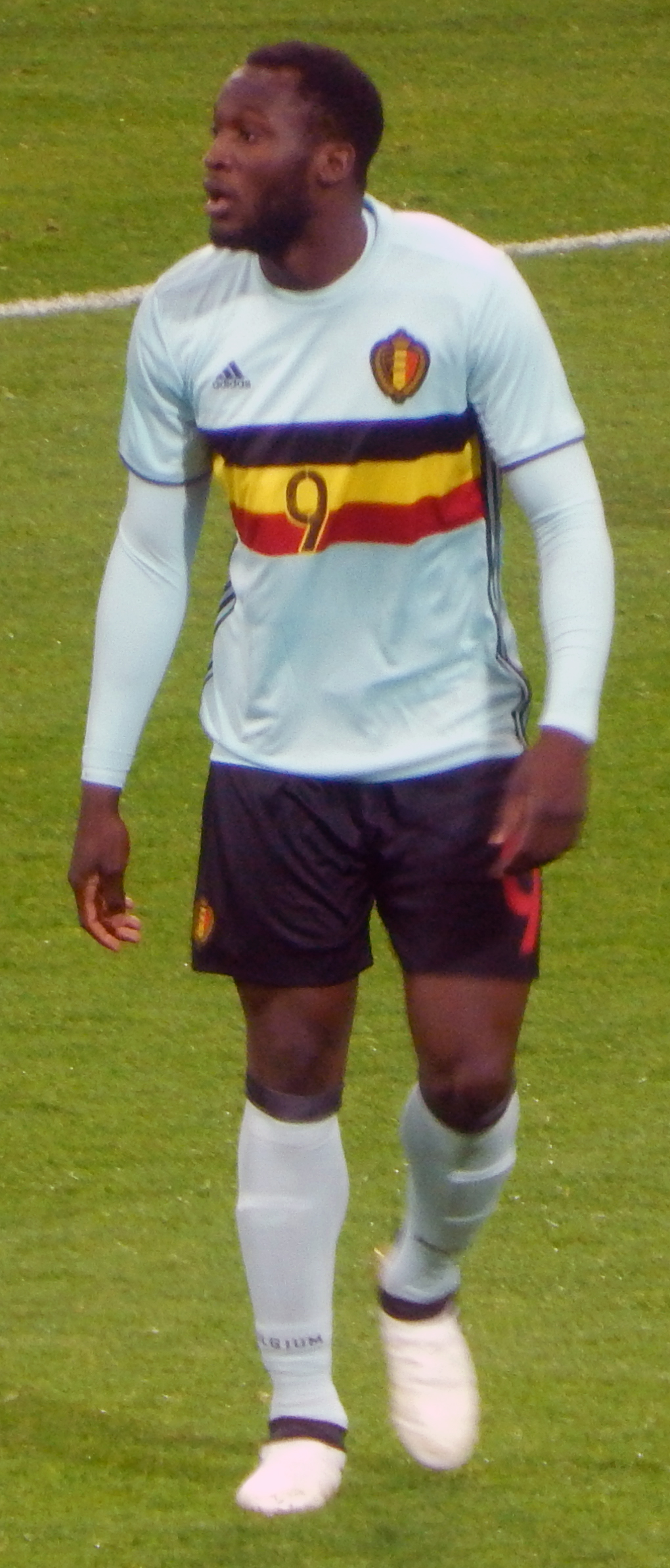
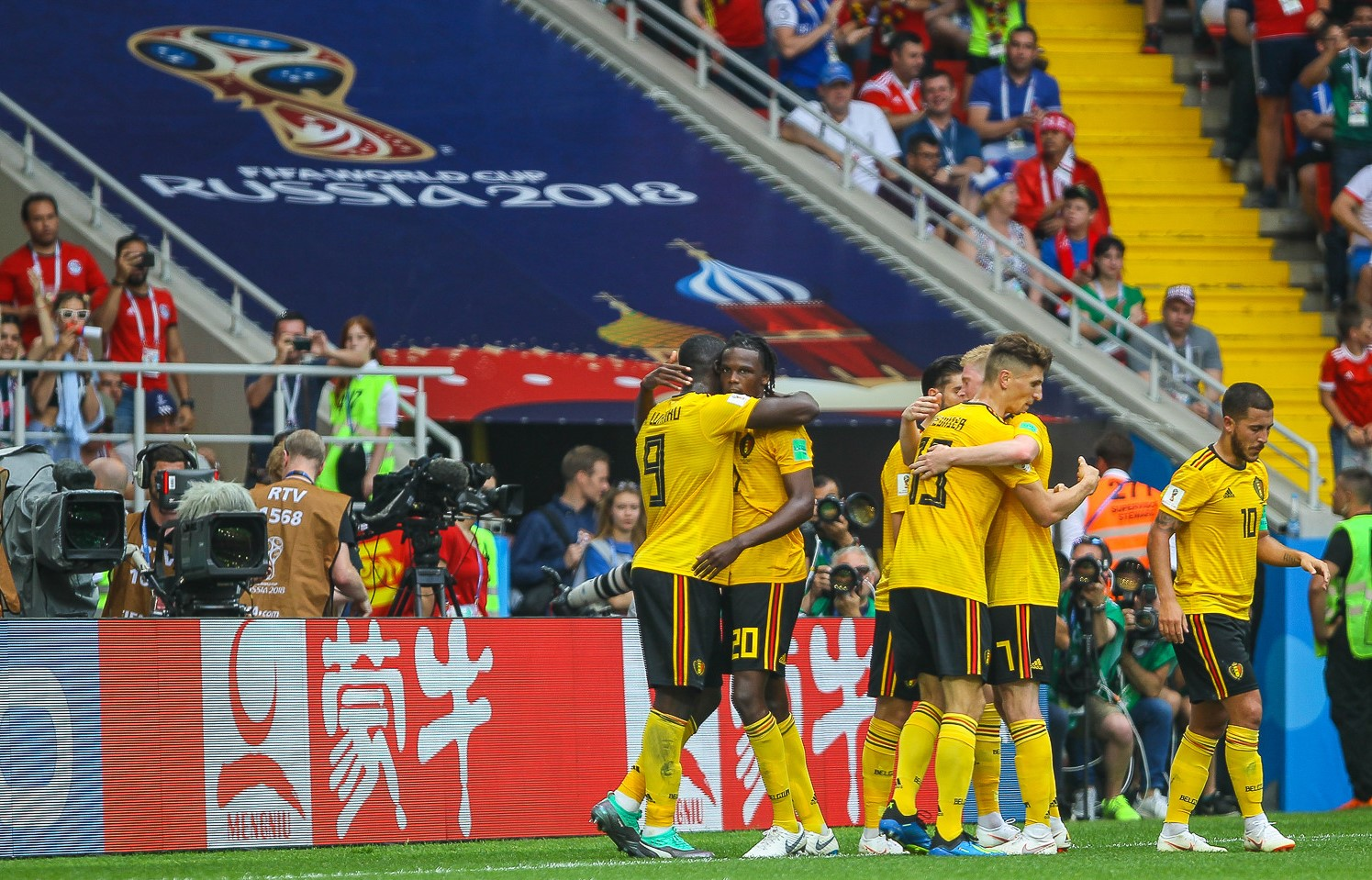
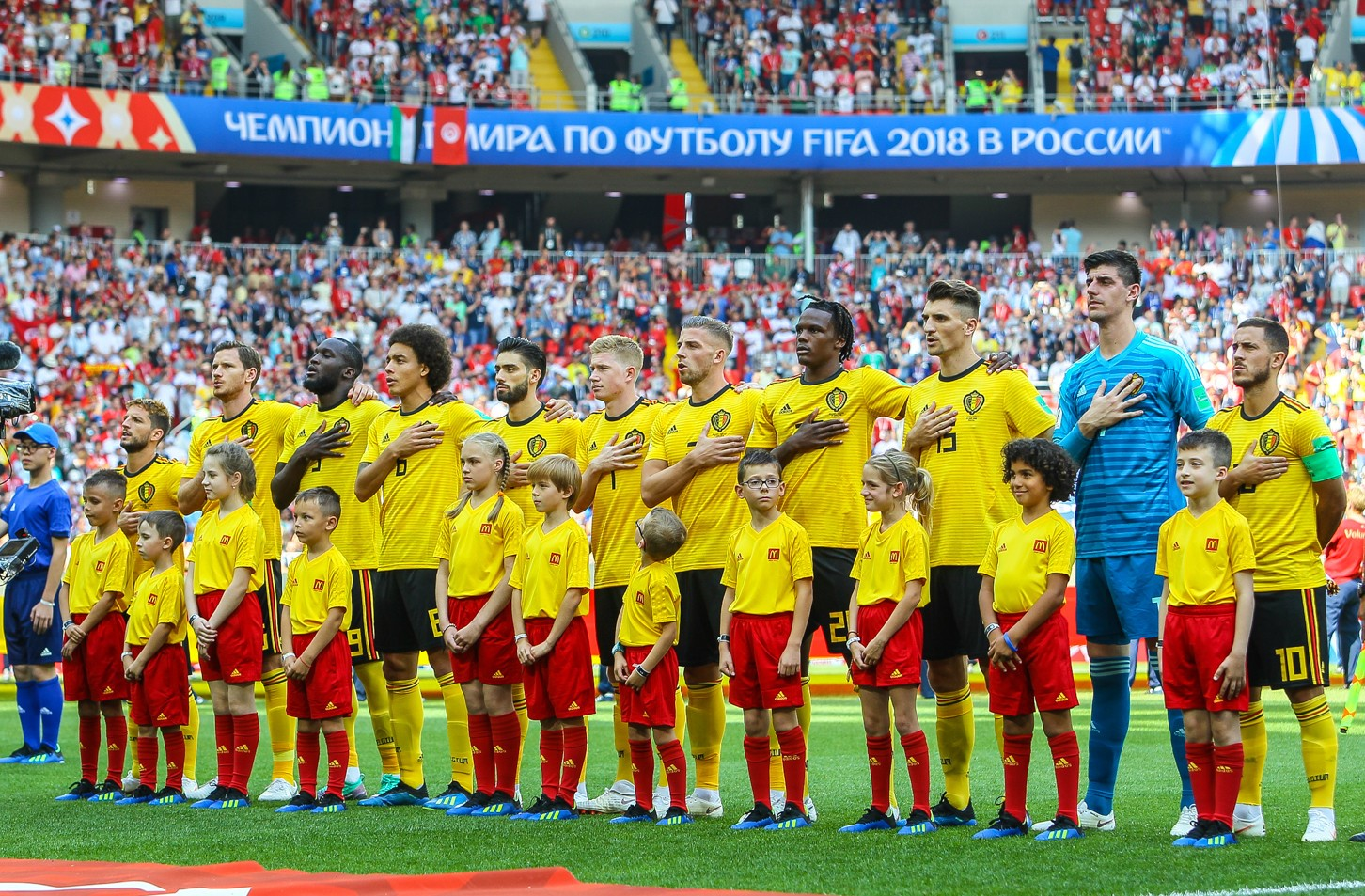
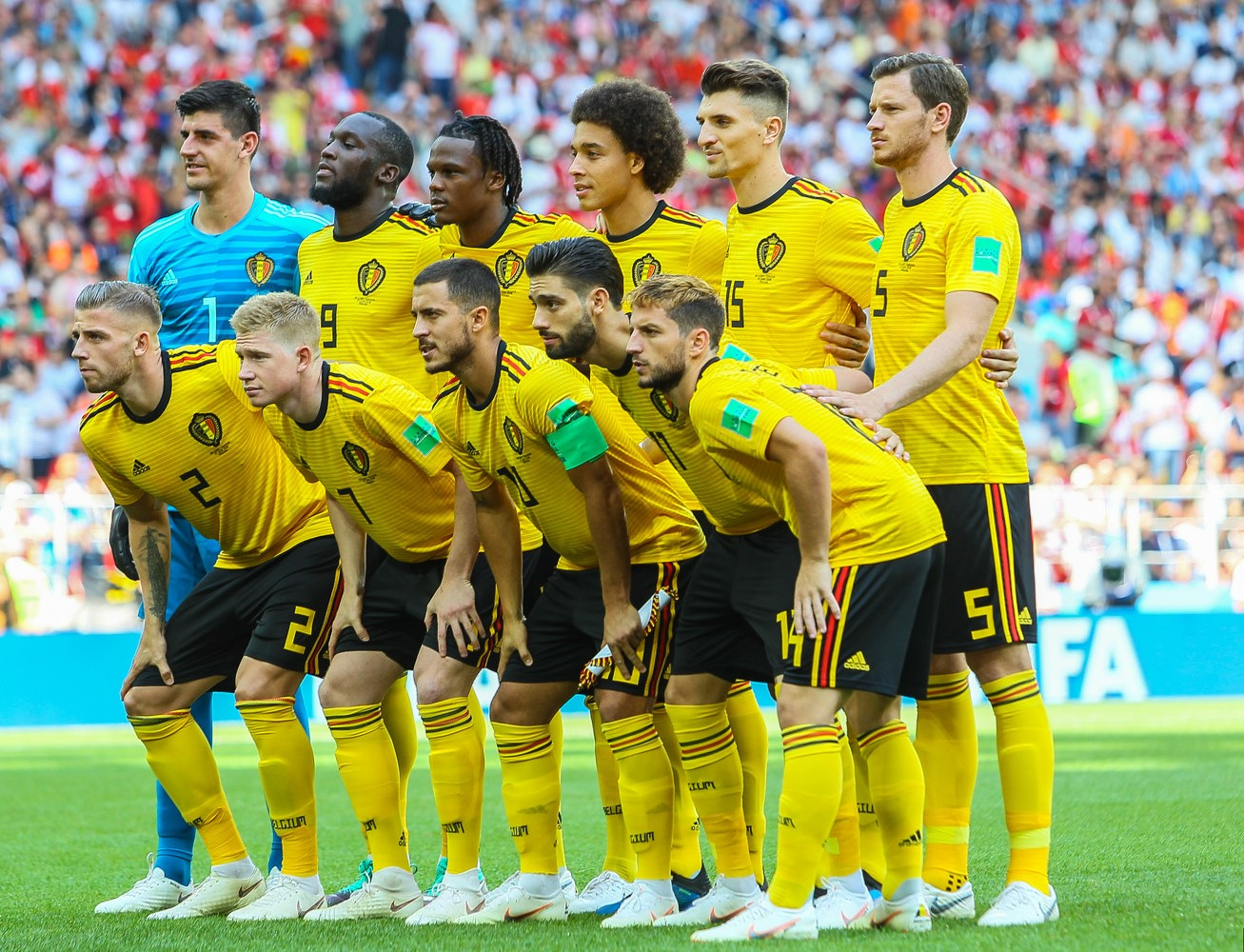
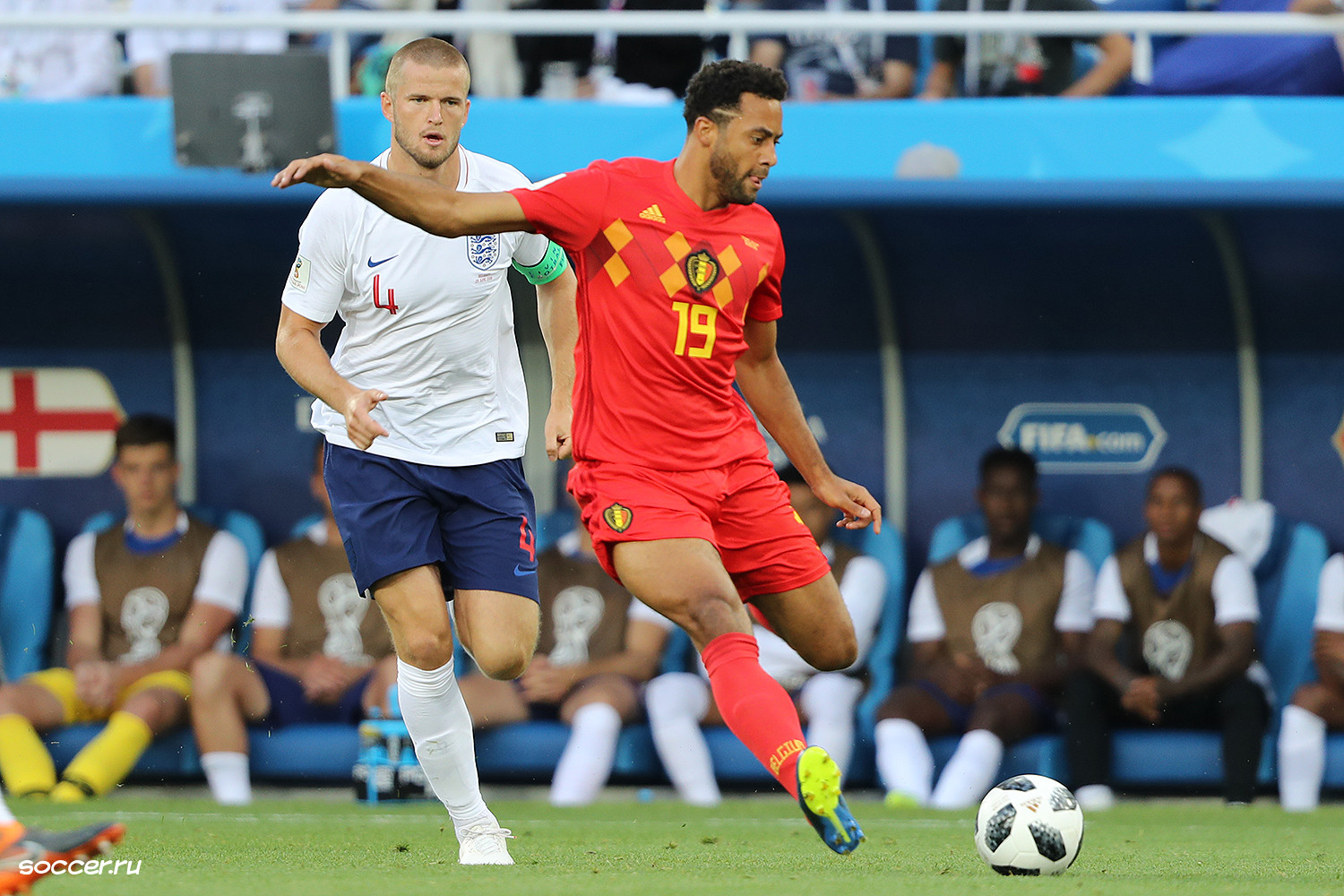
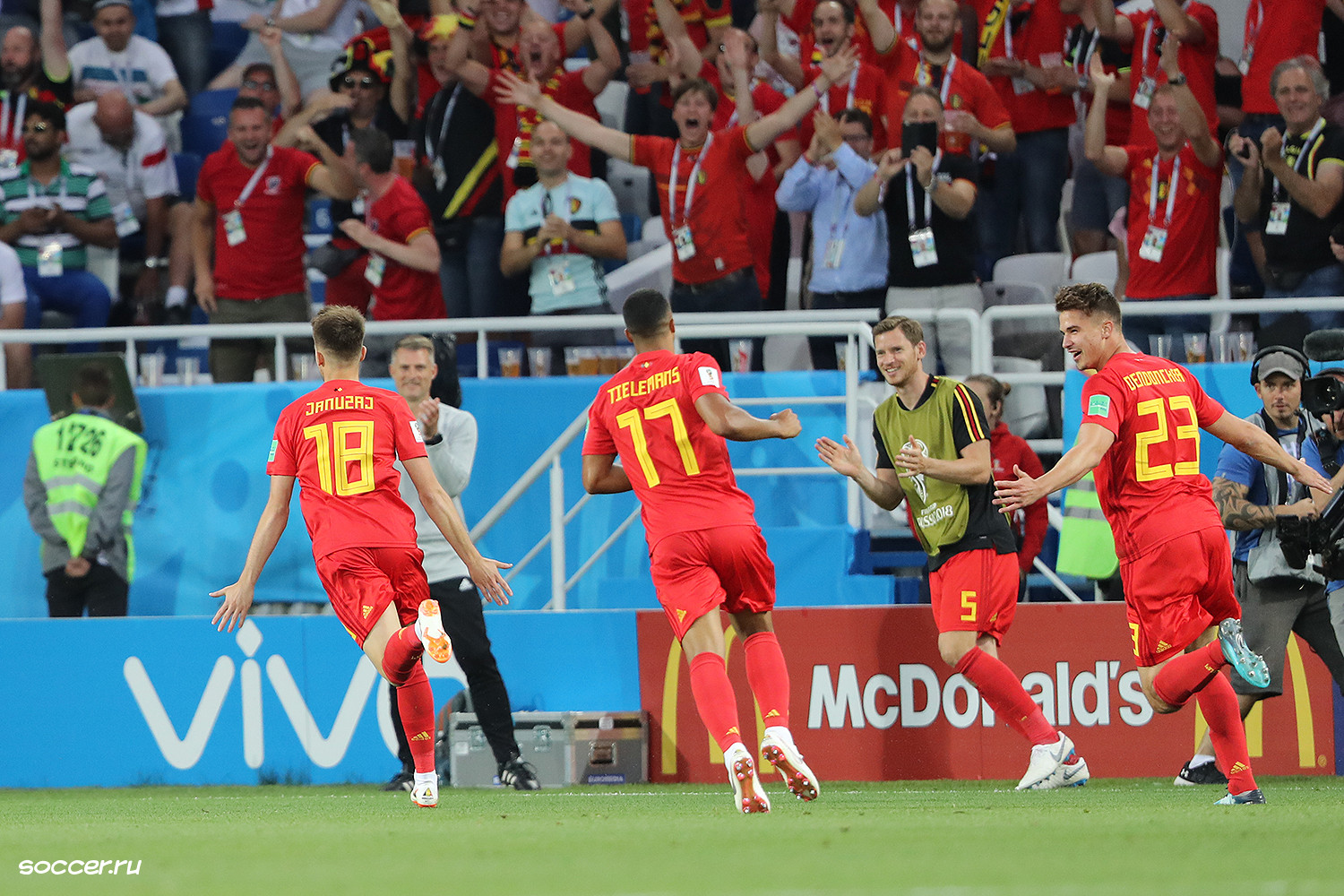
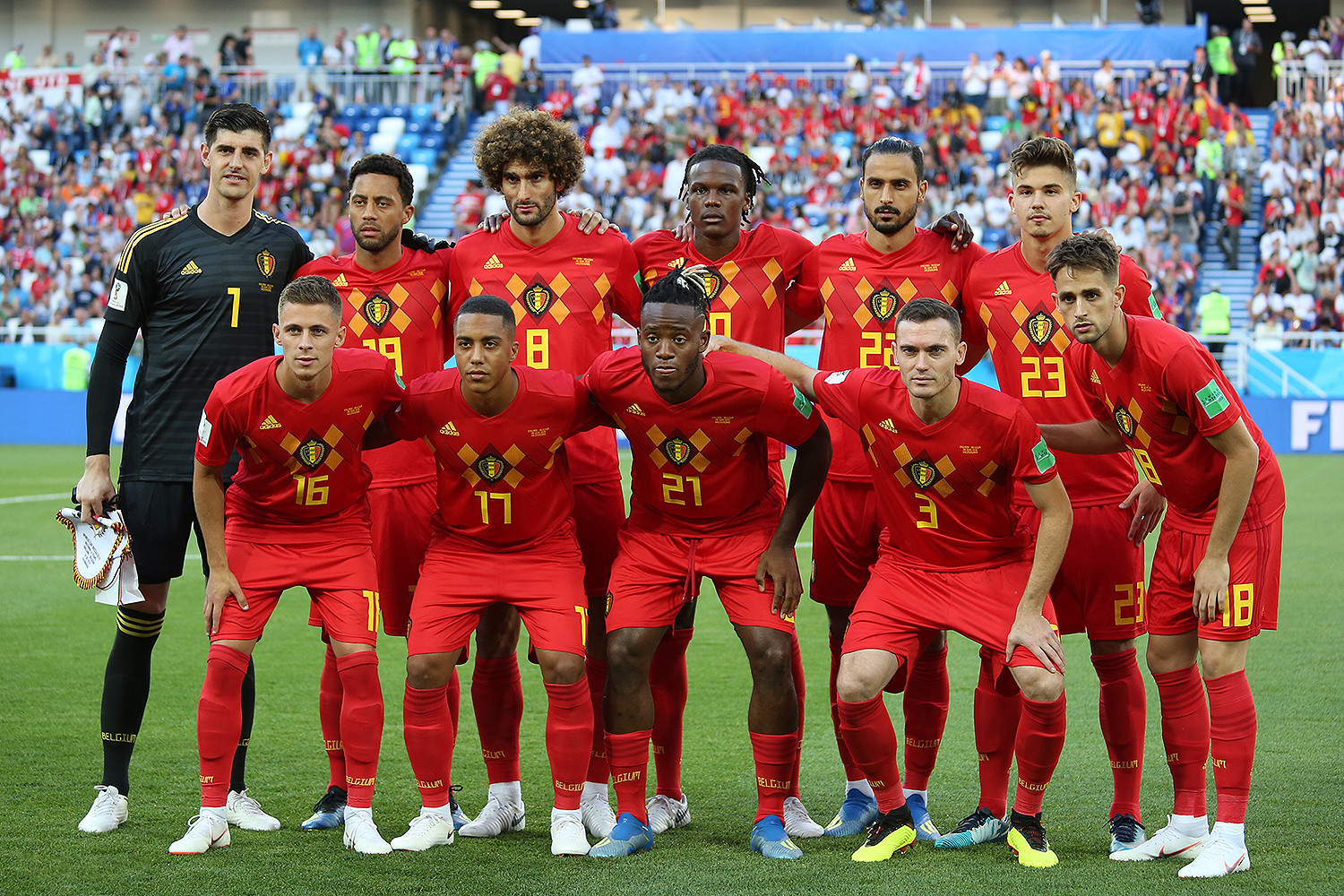
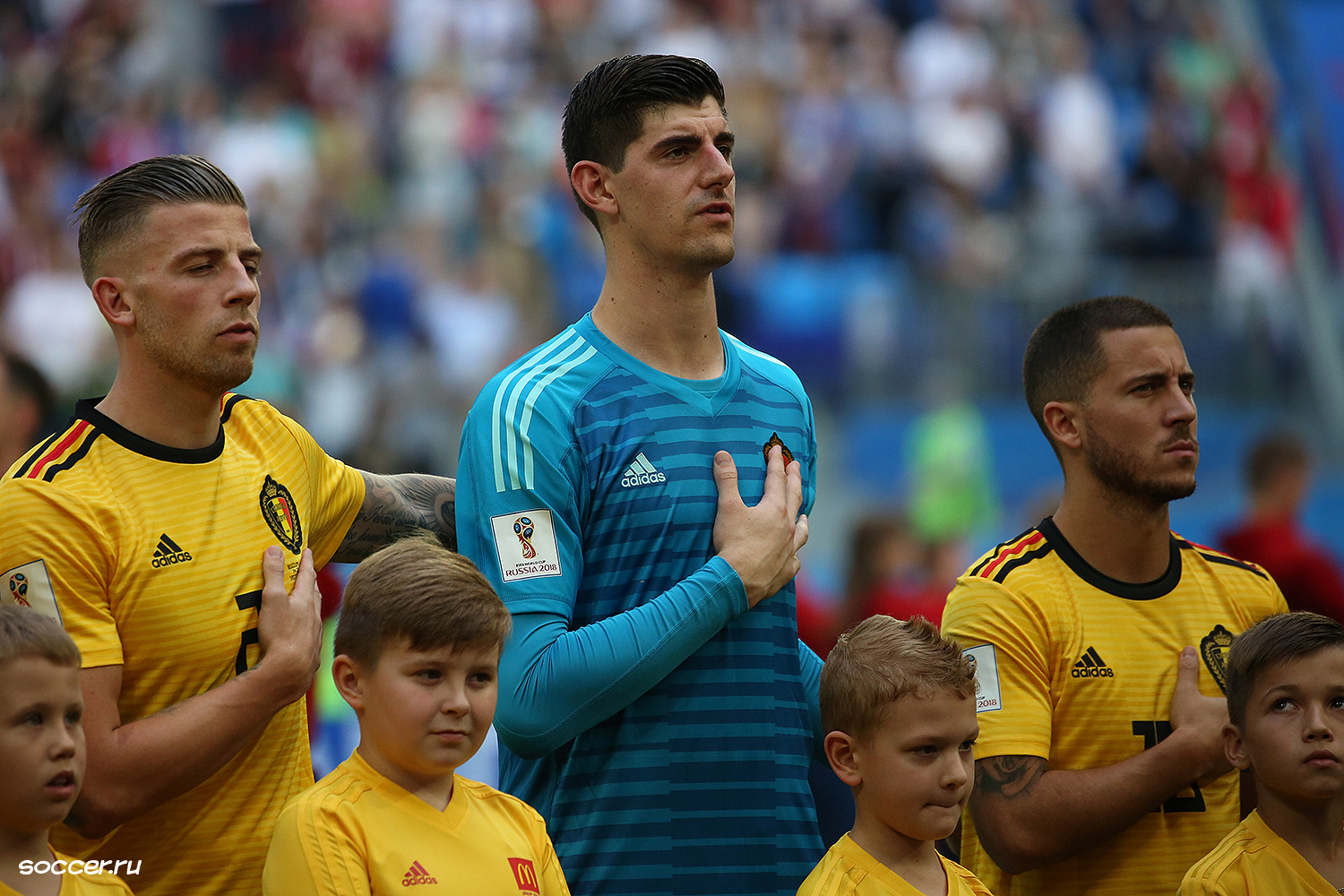
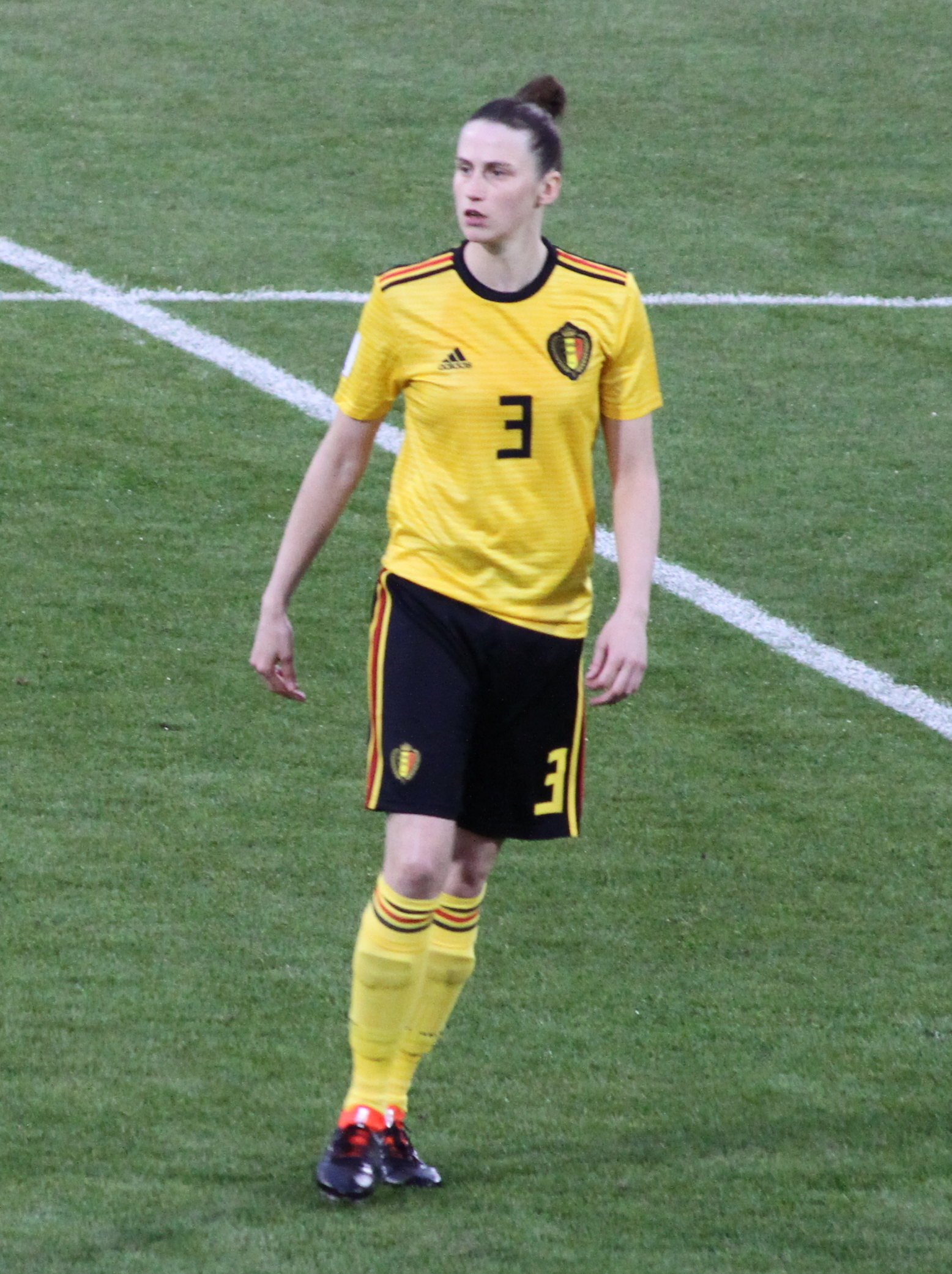
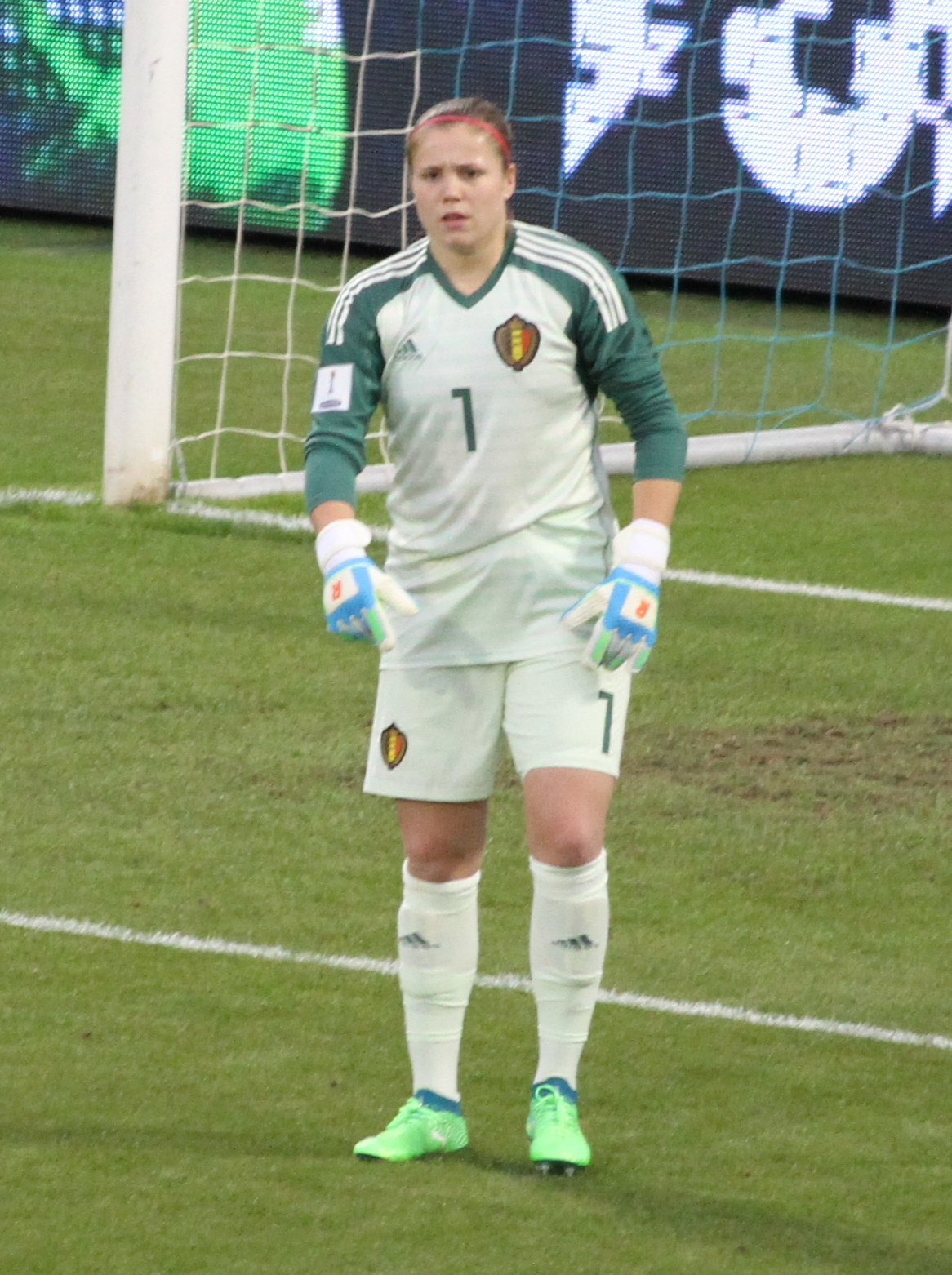
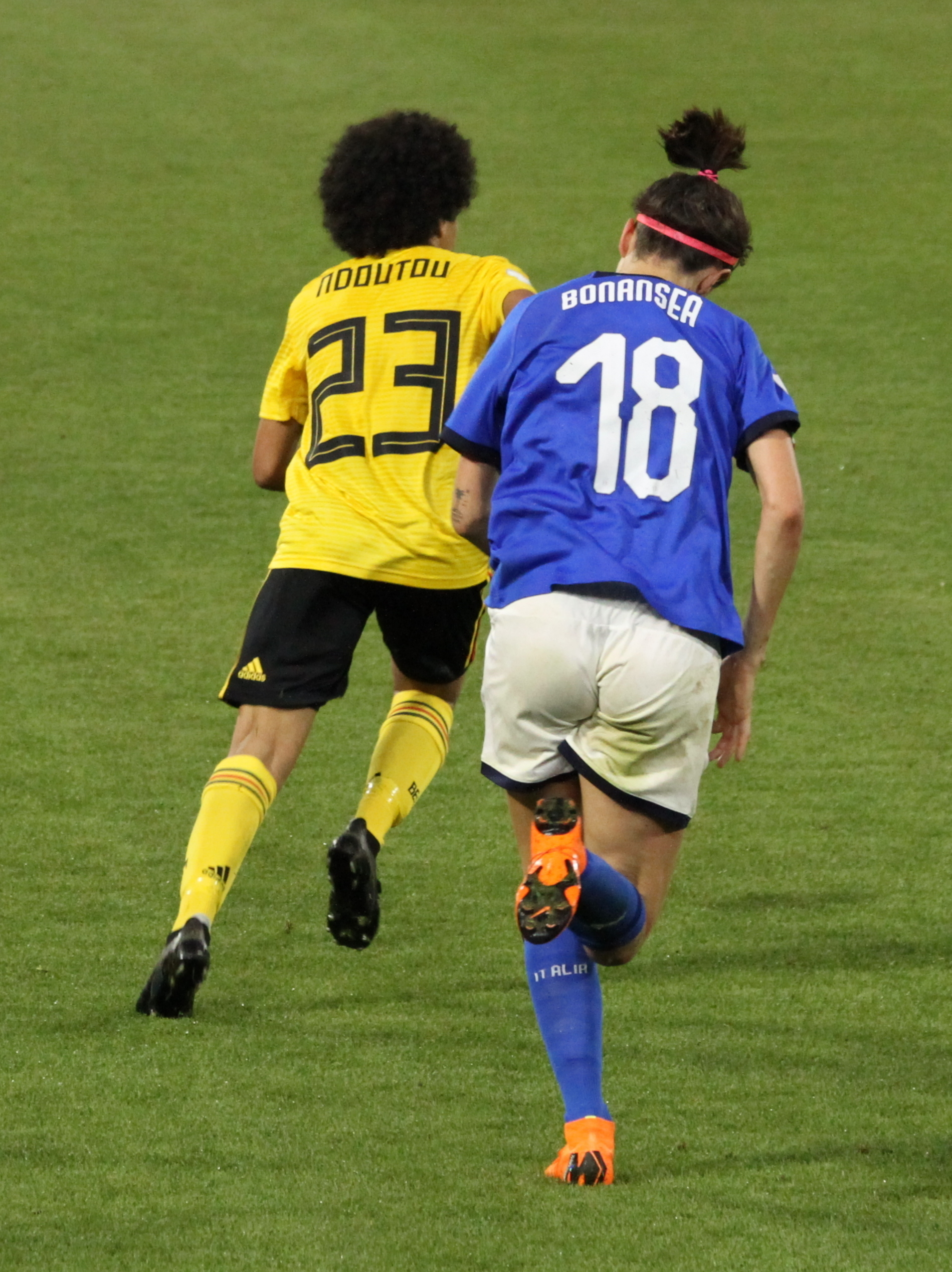

#### 2002–2003
Wereldkampioenschap 2002
| Thuis | Uit | Keeper · (thuis) | Keeper · (uit) |

#### 2004–2006
Tussentijds
| Thuis | Uit | Keeper · (thuis) | Keeper · (uit) | Keeper · (derde) |

#### 2006–2008
Tussentijds
| Thuis | Uit | Derde | Keeper · (thuis) | Keeper · (uit) |

#### 2008
Olympische Spelen 2008
| Thuis | Uit | Derde | Keeper · (thuis) | Keeper · (uit) |

#### 2008–2010
Tussentijds
| Thuis | Uit | Keeper · (thuis) | Keeper · (uit) |

#### 2010–2011
Tussentijds
| Thuis | Uit | Derde | Keeper · (ontbrekend) | Keeper · (ontbrekend) |

#### 2011–2012
Tussentijds
| Thuis | Uit | Keeper · (thuis) | Keeper · (uit) | Keeper · (derde, thuis) · (ontbrekend) | Keeper · (derde, uit) · (ontbrekend) |

#### 2012–2013
Tussentijds
| Thuis | Uit | Keeper · (thuis) | Keeper · (uit) | Keeper · (derde, thuis) | Keeper · (derde, uit) |

#### 2014
Wereldkampioenschap 2014
| Thuis | Uit | Derde · (thuis) | Derde · (uit) | Keeper · (thuis) | Keeper · (uit) | Keeper · (derde) |

#### 2014–2016
Tussentijds
| Thuis | Uit | Keeper · (thuis) · (t.e.m. 2015) | Keeper · (uit) · (t.e.m. 2015) | Keeper · (derde) · (t.e.m. 2015) | Keeper · (thuis) · (vanaf 2015) | Keeper · (uit) · (vanaf 2015) |

#### 2016-2017
Europees kampioenschap 2016, Europees kampioenschap vrouwen 2017
| Thuis | Uit | Derde · (thuis) | Derde · (uit) | Keeper · (thuis) · (t.e.m. 2016) | Keeper · (uit) · (t.e.m. 2016) | Keeper · (derde) · (t.e.m. 2016) | Keeper · (thuis) · (vanaf 2017) | Keeper · (uit) · (vanaf 2017) |

#### 2018-2019
Wereldkampioenschap 2018, Nations League 2018/19, eerste tenue met een mannen- en een vrouwenmodel
| Thuis | Uit | Derde | Mascotte | Keeper · (thuis) · (t.e.m. 2018) | Keeper · (uit) · (t.e.m. 2018) | Keeper · (derde, thuis) · (t.e.m. 2018) | Keeper · (derde, uit) · (t.e.m. 2018) | Keeper · (thuis) · (vanaf 2019) | Keeper · (uit) · (vanaf 2019) |

#### 2020-2021
Europees kampioenschap 2020, Nations League 2020/21
| Thuis | Uit | Keeper · (thuis) | Keeper · (uit) |

#### 2022-2023
Wereldkampioenschap 2022, Nations League 2022/23
| Thuis | Uit |

#### 2024-2025
Europees kampioenschap 2024, Nations League 2024/25
| Thuis | Uit |